# 2022年の日本
2022年の日本（2022ねんのにほん）では、2022年（令和4年）の日本の出来事・流行・世相などについてまとめる。

## 他の紀年法
日本では、西暦の他にも以下の紀年法を使用している。なお、以下の紀年法は西暦と月日が一致している。
- 元号
  - 令和4年
- 神武天皇即位紀元
  - 皇紀2682年
- 干支
  - 壬寅（みずのえ とら）

## カレンダー
| 1月 |    |    |    |    |    |    |
| 日  | 月 | 火 | 水 | 木 | 金 | 土 |
|     |    |    |    |    |    | 1  |
| 2   | 3  | 4  | 5  | 6  | 7  | 8  |
| 9   | 10 | 11 | 12 | 13 | 14 | 15 |
| 16  | 17 | 18 | 19 | 20 | 21 | 22 |
| 23  | 24 | 25 | 26 | 27 | 28 | 29 |
| 30  | 31 |    |    |    |    |    |
|     |    |    |    |    |    |    |

| 2月 |    |    |    |    |    |    |
| 日  | 月 | 火 | 水 | 木 | 金 | 土 |
|     |    | 1  | 2  | 3  | 4  | 5  |
| 6   | 7  | 8  | 9  | 10 | 11 | 12 |
| 13  | 14 | 15 | 16 | 17 | 18 | 19 |
| 20  | 21 | 22 | 23 | 24 | 25 | 26 |
| 27  | 28 |    |    |    |    |    |
|     |    |    |    |    |    |    |

| 3月 |    |    |    |    |    |    |
| 日  | 月 | 火 | 水 | 木 | 金 | 土 |
|     |    | 1  | 2  | 3  | 4  | 5  |
| 6   | 7  | 8  | 9  | 10 | 11 | 12 |
| 13  | 14 | 15 | 16 | 17 | 18 | 19 |
| 20  | 21 | 22 | 23 | 24 | 25 | 26 |
| 27  | 28 | 29 | 30 | 31 |    |    |
|     |    |    |    |    |    |    |

| 4月 |    |    |    |    |    |    |
| 日  | 月 | 火 | 水 | 木 | 金 | 土 |
|     |    |    |    |    | 1  | 2  |
| 3   | 4  | 5  | 6  | 7  | 8  | 9  |
| 10  | 11 | 12 | 13 | 14 | 15 | 16 |
| 17  | 18 | 19 | 20 | 21 | 22 | 23 |
| 24  | 25 | 26 | 27 | 28 | 29 | 30 |
|     |    |    |    |    |    |    |

| 5月 |    |    |    |    |    |    |
| 日  | 月 | 火 | 水 | 木 | 金 | 土 |
| 1   | 2  | 3  | 4  | 5  | 6  | 7  |
| 8   | 9  | 10 | 11 | 12 | 13 | 14 |
| 15  | 16 | 17 | 18 | 19 | 20 | 21 |
| 22  | 23 | 24 | 25 | 26 | 27 | 28 |
| 29  | 30 | 31 |    |    |    |    |
|     |    |    |    |    |    |    |

| 6月 |    |    |    |    |    |    |
| 日  | 月 | 火 | 水 | 木 | 金 | 土 |
|     |    |    | 1  | 2  | 3  | 4  |
| 5   | 6  | 7  | 8  | 9  | 10 | 11 |
| 12  | 13 | 14 | 15 | 16 | 17 | 18 |
| 19  | 20 | 21 | 22 | 23 | 24 | 25 |
| 26  | 27 | 28 | 29 | 30 |    |    |
|     |    |    |    |    |    |    |

| 7月 |    |    |    |    |    |    |
| 日  | 月 | 火 | 水 | 木 | 金 | 土 |
|     |    |    |    |    | 1  | 2  |
| 3   | 4  | 5  | 6  | 7  | 8  | 9  |
| 10  | 11 | 12 | 13 | 14 | 15 | 16 |
| 17  | 18 | 19 | 20 | 21 | 22 | 23 |
| 24  | 25 | 26 | 27 | 28 | 29 | 30 |
| 31  |    |    |    |    |    |    |
|     |    |    |    |    |    |    |

| 8月 |    |    |    |    |    |    |
| 日  | 月 | 火 | 水 | 木 | 金 | 土 |
|     | 1  | 2  | 3  | 4  | 5  | 6  |
| 7   | 8  | 9  | 10 | 11 | 12 | 13 |
| 14  | 15 | 16 | 17 | 18 | 19 | 20 |
| 21  | 22 | 23 | 24 | 25 | 26 | 27 |
| 28  | 29 | 30 | 31 |    |    |    |
|     |    |    |    |    |    |    |

| 9月 |    |    |    |    |    |    |
| 日  | 月 | 火 | 水 | 木 | 金 | 土 |
|     |    |    |    | 1  | 2  | 3  |
| 4   | 5  | 6  | 7  | 8  | 9  | 10 |
| 11  | 12 | 13 | 14 | 15 | 16 | 17 |
| 18  | 19 | 20 | 21 | 22 | 23 | 24 |
| 25  | 26 | 27 | 28 | 29 | 30 |    |
|     |    |    |    |    |    |    |

| 10月 |    |    |    |    |    |    |
| 日   | 月 | 火 | 水 | 木 | 金 | 土 |
|      |    |    |    |    |    | 1  |
| 2    | 3  | 4  | 5  | 6  | 7  | 8  |
| 9    | 10 | 11 | 12 | 13 | 14 | 15 |
| 16   | 17 | 18 | 19 | 20 | 21 | 22 |
| 23   | 24 | 25 | 26 | 27 | 28 | 29 |
| 30   | 31 |    |    |    |    |    |
|      |    |    |    |    |    |    |

| 11月 |    |    |    |    |    |    |
| 日   | 月 | 火 | 水 | 木 | 金 | 土 |
|      |    | 1  | 2  | 3  | 4  | 5  |
| 6    | 7  | 8  | 9  | 10 | 11 | 12 |
| 13   | 14 | 15 | 16 | 17 | 18 | 19 |
| 20   | 21 | 22 | 23 | 24 | 25 | 26 |
| 27   | 28 | 29 | 30 |    |    |    |
|      |    |    |    |    |    |    |

| 12月 |    |    |    |    |    |    |
| 日   | 月 | 火 | 水 | 木 | 金 | 土 |
|      |    |    |    | 1  | 2  | 3  |
| 4    | 5  | 6  | 7  | 8  | 9  | 10 |
| 11   | 12 | 13 | 14 | 15 | 16 | 17 |
| 18   | 19 | 20 | 21 | 22 | 23 | 24 |
| 25   | 26 | 27 | 28 | 29 | 30 | 31 |
|      |    |    |    |    |    |    |

### 祝日
本年は祝日の新設・廃止・変更はなし。以下、移動祝日のみ記載。
- 成人の日：1月10日
- 春分の日：3月21日
- 海の日：7月18日
- 敬老の日：9月19日
- 秋分の日：9月23日
- スポーツの日：10月10日

## 在職者

### 皇室
- 天皇：徳仁（今上天皇：第126代）
- 皇嗣：秋篠宮文仁親王
- 上皇：明仁

### 三権
- 内閣（行政）
  - 第2次岸田内閣：（ - 8月10日）
  - 第2次岸田第1次改造内閣：（8月10日 - ）
    - 内閣総理大臣：岸田文雄（第101代）
    - 内閣官房長官：松野博一
- 国会（立法）
  - 衆議院議長：細田博之
  - 参議院議長：山東昭子（ - 8月3日）、尾辻秀久（8月3日 - ）
    - 第208回国会（常会：1月17日 - 6月15日）
    - 第209回国会（臨時会：8月3日 - 8月5日）
    - 第210回国会（臨時会：10月3日 - 12月10日）
- 裁判所（司法）
  - 最高裁判所長官：大谷直人（ - 6月22日）、戸倉三郎（6月24日 - ）

## 世相

### 2022年の流行語
「村神様」（村上宗隆）が新語・流行語大賞の年間大賞を受賞した（その他の受賞語は後節「#流行語」も参照）。

### 2022年の漢字
「戦」・・・ロシアがウクライナに侵攻、北京オリンピック・パラリンピックやFIFAワールドカップの善戦、終わりの見えない新型コロナウイルスとの戦いなどから。

### 周年
- 新日本プロレス設立50周年（1月）
- 大阪国際女子マラソン誕生40周年（1月）。
- 札幌オリンピック開催50周年（2月）。
- あさま山荘事件から50周年（2月）。
- 復興庁開設から10年（2月）。
- ホテルニュージャパン火災から40周年（2月）。
- 日本航空350便墜落事故から40周年（2月）。
- 東京スカイツリー竣工10周年（2月)。
- A.B.C-Zのデビューから10年（2月）。
- 乃木坂46のデビューから10年（2月）。
- 江崎グリコ設立100周年（2月）。
- 週刊朝日創刊から100周年（2月）。
- ロッテリア創業50周年（2月）。
- 時事新報創設140周年（3月）。
- 水木しげる生誕100周年（3月）[1]。
- HBC北海道放送ラジオ開局70周年（3月）。
- 文化放送開局70周年（3月）。
- 北日本放送開局70周年（3月）。
- 福井放送開局70周年（3月）。
- テレビ大阪開局40周年（3月）。
- 東海道新幹線で「のぞみ」運行開始から30周年（3月）。
- 岩手・宮城・福島3県のアナログテレビ放送終了から10周年（3月）。
- コピーコントロールCD (CCCD) 普及から20周年（3月）。
- 全国水平社結成から100周年（3月）。
- 山陽新幹線岡山開業50周年（3月）。
- 神戸市営地下鉄開業45周年（3月）。
- モスバーガー開業50周年（3月）。
- 日本のAMステレオ放送開始から30周年（3月）。
- ボーイスカウト日本連盟創立100周年（4月）。
- OSK日本歌劇団が創業から100周年（4月）。
- 日本国との平和条約発効から70年（4月）。
- 手塚治虫の漫画「鉄腕アトム」原作連載開始から70周年（4月）。
- 4コマ漫画「コボちゃん」（読売新聞）連載開始40周年（4月）。
- テレビアニメ「クレヨンしんちゃん」放送開始30周年（4月）。
- テレビアニメ「ポケットモンスター」シリーズ放送開始25周年（4月）。
- 尾崎豊没後30年（4月）。
- 関越自動車道高速バス居眠り運転事故発生から10年（4月）。
- 四国放送開局70周年（4月）。
- 北海道文化放送開局50周年（4月）。
- ラジオ関西開局70周年（4月）。
- サンデー毎日創刊から100周年（4月）。
- 国鉄分割民営化・JRグループ発足から35周年（4月）。
- 熊本県民テレビ開局40周年（4月）。
- びわ湖放送開局50周年（4月）。
- HBC北海道放送テレビ開局65周年（4月）。
- 名古屋テレビ放送（メ〜テレ）開局60周年（4月）。
- 札幌市・川崎市・福岡市の政令指定都市移行から50周年（4月）。
- 千葉市の政令指定都市移行から30周年（4月）。
- 熊本市の政令指定都市移行から10周年（4月）。
- 川端康成没後50年（4月）。
- 東京スカイツリー開業10周年（5月）。
- 中森明菜デビュー40周年　(5月) 。
- 東北放送開局70周年（5月）。
- 沖縄が本土復帰（沖縄返還）から50周年（5月）。
- 大阪・千日デパート火災から50年（5月）。
- 五・一五事件から90年（5月）。
- Mr.Childrenがデビュー30周年（5月）。
- LUNA SEAがデビュー30周年（5月）。
- ジャニーズ事務所創業60周年（6月）。
- 矢沢永吉がデビュー50周年（6月）。
- 東北新幹線開業40周年（6月）。
- KinKi Kidsのデビューから25年（7月）。
- 山梨日日新聞創刊から50周年（7月）。
- 山形新幹線開業30周年（7月）。
- 読売新聞グループ本社設立20周年（7月）。
- 関門鉄道トンネル開業80周年（7月）。
- 日本共産党結党100周年（7月）。
- アルペングループ創業50周年（7月）。
- 日本電信電話（NTT）創業70周年（8月）。
- 学制公布150周年（9月）。
- 広島テレビ放送開局60周年（9月）。
- エフエム北海道開局40周年（9月）。
- モーニング娘。結成25周年（9月）。
- 小泉純一郎と金正日による日朝首脳会談から20周年（9月）。
- 日中国交正常化50周年（9月）。
- ジャイアントパンダ2匹が初来日して50周年（9月）。
- 全日本プロレス設立50周年（10月）。
- 長野新幹線開業25周年（10月）。
- 中国放送開局70周年（10月）。
- 仙台放送開局60周年（10月）。
- 鹿児島放送開局40周年（10月）。
- 秋田朝日放送・あいテレビ開局30周年（10月）。
- 日本の鉄道開業150周年（10月）
- Hey! Say! JUMPのデビューから15年（11月）。
- 北海道新聞創刊80周年（11月）。
- 静岡放送開局70周年（11月）。
- 読売新聞大阪本社発刊70周年（11月）。
- 上越新幹線開業40周年（11月）。
- 野球伝来150周年。
- 福山城築城400年

## できごと

### 1月
- 1月1日
  - 新型コロナウイルス感染症（以下、当項目ではCOVID-19と表記する）の流行落ち着きや対策の定着などにより、各地の神社で初詣客が昨年に比べ大幅に増加[2]。
  - 宮内庁は前年同様、新年一般参賀を取り止め、国民向けの天皇と皇后のビデオメッセージを公開[3]。
  - 在ダナン日本国総領事館、在エリトリア兼勤駐在官事務所が開館[4]。
  - 日清フーズが社名を「日清製粉ウェルナ」に変更。海外でブランド展開している「Welna（ウェルナ）」を社名に用いた[5]。
  - 改正電子帳簿保存法施行[6]。
  - キックボクサーの松倉信太郎が元グラビアアイドルの犬童美乃梨と結婚したことを自身のSNSで報告した[7]。
- 1月2日 - ギネス世界記録で「存命中の世界最高齢」に公式認定されている福岡市の田中カ子が119歳の誕生日を迎えた[8]。
- 1月4日
  - 医事会計システムや電子カルテシステムがサイバー攻撃によって「ランサムウェア（身代金ウイルス）」に感染していた徳島県のつるぎ町立半田病院でシステムが順次復旧し、約2か月ぶりに通常診療を全面再開[9]。
  - 熊本市の慈恵病院は、事実上の「内密出産」を昨年12月に国内で初めて実施したと発表[10][11]。
  - NIPPON EXPRESSホールディングスが設立。持株会社体制に移行。また、グループブランドに「NX」を導入し、グループ名を「日本通運グループ」から「NXグループ」へと刷新[12]。
- 1月5日
  - 内閣官房は、午前8時7分頃に北朝鮮から弾道ミサイルと推定される飛翔体が発射されたと発表[13]。防衛省は、落下地点を日本海沖の排他的経済水域（EEZ）外と推定[14]。アメリカインド太平洋軍は、飛翔体について弾道ミサイルとの認識を示した上で、「同盟・友好国と緊密に協議している」と発表[15]。内閣総理大臣岸田文雄は会見で昨年来北朝鮮が連続してミサイルを発射していることに遺憾の声明を出した[16]。

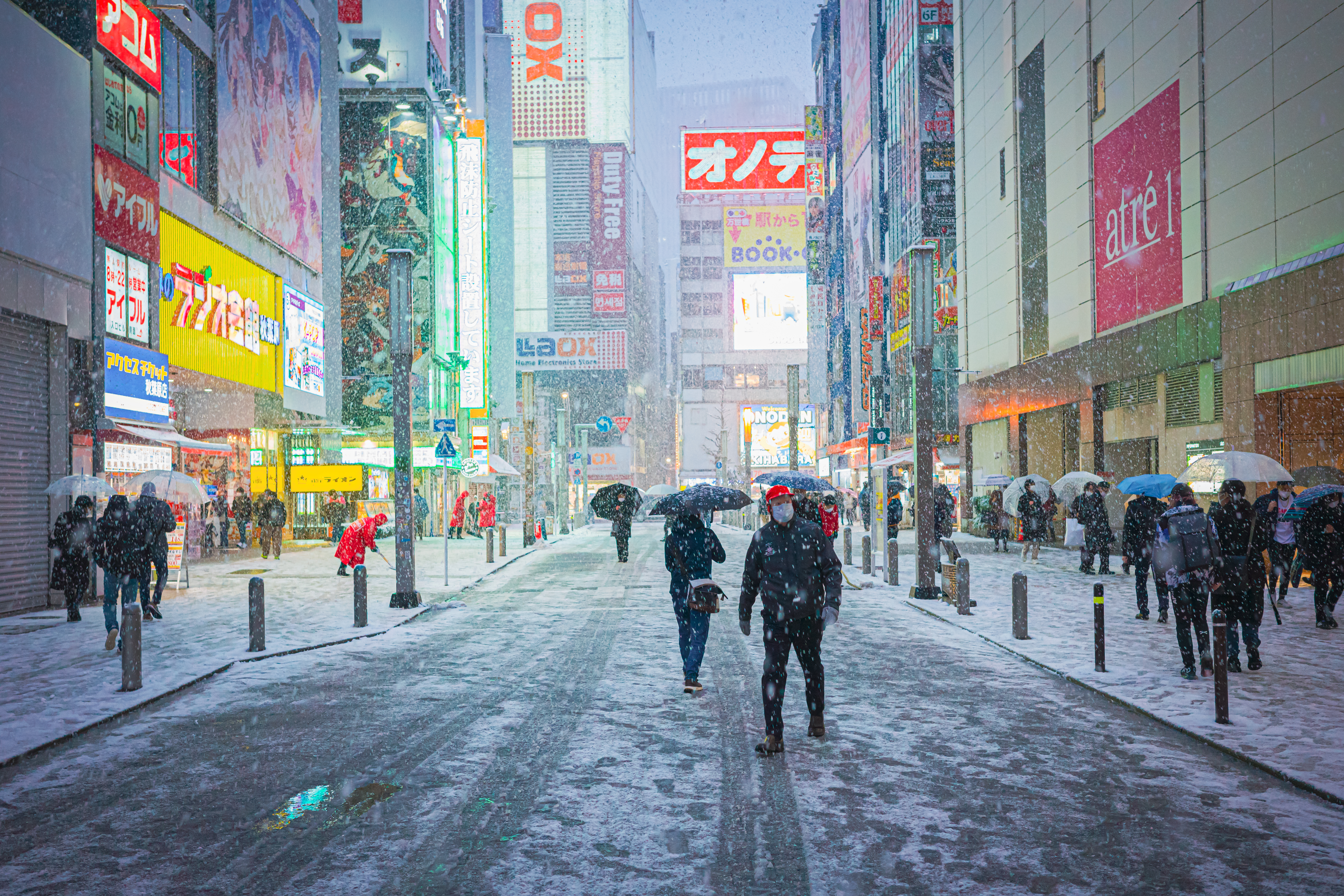
秋葉原における積雪の様子（2022年1月6日）

- 1月6日 - 東京都で積雪10cmを記録。4年ぶりに大雪警報が発令された[17]。1都3県で転倒などが理由で1251人以上が負傷[18]。
- 1月7日 - 栃木県那須町の那須サファリパークで、飼育員らがトラに襲われて3人が負傷し、うち1人が重傷となった事故を受けて、栃木県警は業務上過失傷害の疑いで同パークを家宅捜索[19]。
- 1月8日 - ラグビーユニオンの新リーグ「ジャパンラグビーリーグワン」が開幕[20]。
- 1月9日
  - COVID-19の感染が急拡大していることを受けて、岸田内閣では初のまん延防止等重点措置が沖縄県全域・山口県の岩国市及び和木町・広島県10市3町に適用された[21][22][23]。14日から広島県は全市町村に拡大[24]され、31日まで適用された。
  - 日本マクドナルドは、産地からの輸入の遅れに伴ってマックフライポテトのM・Lサイズの販売を休止し、およそ1ヶ月間Sサイズ限定で販売。同様の措置は前年12月にも行った[25]。2月7日から新たな輸入経路の手配などでM・Lサイズの販売を再開[26]。
  - NHK大阪放送局は、前年12月26日・30日（再）に放送したBS1スペシャル『河瀨直美が見つめた東京五輪』の後編内で、五輪期間中に男性を取材した場面で「五輪反対デモに参加しているという男性」「実はお金をもらって動員されていると打ち明けた」という字幕を未確認の状態で付けたことを謝罪[27][28]。
- 1月10日
  - 在日米軍は、基地内でCOVID-19の感染が相次ぎ基地所在県にも波及している事態を踏まえて、在日米軍施設・区域外での必要不可欠な外出以外の制限やマスクの義務づけ、14日間の行動制限などを実施[29]。
  - 名古屋市名物の納屋橋饅頭の販売を唯一続けていた「納屋橋饅頭万松庵」が工場の老朽化などを理由に製造・販売を中止し、休業[30][31][32]。
- 1月11日  - 体操選手の内村航平（ジョイカルジャパン）が所属事務所を介して現役引退を発表[33]。
- 1月12日
  - 国内の新規COVID-19感染者数が1万1766人となり、前年9月9日以来4か月ぶりに1万人を上回った[34]。
  - 上野動物園が、昨年誕生した双子のジャイアントパンダを初めて一般公開。14日までの3日間限定で抽選当選者のみ観覧可能[35]。
- 1月13日
  - 国内販売事業で代理店契約を締結しているウェブシャークは、アメリカのYogibo（ヨギボー）本社を買収したと発表[36]。
  - 午前5時30分頃、東北新幹線郡山駅構内の上下線で、分岐器が作動しない事態が発生し、東京・青森間で一時運転を見合わせ。分岐器ごと交換して午後12時頃に全面的に運転を再開[37]。
- 1月14日 - 社会民主党党首の任期満了に伴う、党首選が告示。現党首の福島瑞穂以外に立候補者がいなかったため無投票で再選された[38]。
- 1月15日
  - 令和4年度大学入学共通テストが全国677会場で実施。16日まで。大学入試センターは出願者数は53万367人（前回比4878人減）と発表した[39]。16日は、気象庁の津波警報・注意報の発令が影響し、試験中止や交通機関の乱れに伴う試験開始繰り上げが各地で相次いだ[40][41]。
  - 大学入学共通テストの試験会場の1つである東京大学弥生キャンパス農学部正門前の路上で、受験生ら3人が刃物で切りつけられる事件が発生。高校生の男性と72歳の男性が重傷。警視庁は、高校2年生の少年を殺人未遂容疑で現行犯逮捕[42][43][44]。
  - 大学入学共通テストの地理歴史・公民の試験時間中に問題とみられる画像が外部に流出。27日に19歳の女子大学生（仮面浪人）が香川県警丸亀署に出頭[45]。
  - 午後1時頃（日本時間）に南太平洋のトンガの火山フンガ・トンガ＝フンガ・ハアパイで発生した噴火（2022年のフンガ・トンガ噴火）の影響により、国内各地で潮位の変化が見られたため、気象庁は防災上の観点から津波警報・注意報の仕組みを活用して、奄美群島とトカラ列島（16日午前0時15分）、岩手県沿岸（16日午前2時54分）に警報を発令。注意報を北海道から沖縄県の太平洋側沿岸の広範囲にかけて出した[46][47][48]。午後11時55分に奄美市小湊（鹿児島県）で1.2m、16日午前2時26分に久慈港（岩手県）で1.1mの波を観測[49][50]。8県55市町村の約22万9200人に避難指示[51]。
- 1月17日
  - 第208回国会（常会）が召集。会期は6月15日までの150日間[52]。
  - ゆうちょ銀行は、大量の硬貨預け入れに手数料を導入。硬貨の枚数によって段階的に金額は異なる[53]。
  - 広島県の労働組合が、岡山市内で記者会見を開き、市内の建設会社で働くベトナム人技能実習生が職場で同僚から2年間に亘り暴行を受けたことを告発[54][55]。
  - 北海道浦河町内の牧場で、国の天然記念物のオオワシ1羽が衰弱した状態で発見され、同日に猛禽類医学研究所が治療したが死亡。研究所はエゾシカ猟で使用された鉛弾による鉛中毒とみている[56][57][58]。
- 1月18日 - 政府は、9日に死去した第76・77代内閣総理大臣の海部俊樹に大勲位菊花大綬章を贈呈したと発表[59]。
- 1月20日
  - 国政政党の「NHKと裁判してる党弁護士法72条違反で」は、党名を「NHK受信料を支払わない国民を守る党」に変更[60]。
  - 原発の事故に伴い全町避難を余儀なくされていた福島県双葉町で町民が自宅などで寝泊まりできる「準備宿泊」が開始[61][62]。
  - 最高裁は、自身のサイトにプログラムを導入して、閲覧者のPCで暗号資産の計算作業をさせ、約800円相当の暗号資産を受け取ったことで、不正指令電磁的記録保管罪に問われていた被告に対し、二審の有罪を破棄して逆転無罪の判決[63][64][65]。
  - 防衛大臣の岸信夫は、噴火などで大きな被害を受けたトンガ王国を支援するため、飲用水を載せた航空自衛隊のC-130輸送機2機を派遣すると発表。同日中に出発し、21日にオーストラリアに到着[66][67]。22日、飲用水3トンを載せた1機がトンガのファアモツ国際空港に到着し、トンガ国民に配布[68]。
- 1月21日
  - 東京都全域・埼玉県全域・千葉県全域・神奈川県全域・群馬県全域・新潟県全域・岐阜県全域・愛知県52市町村[69]・三重県全域・香川県8市6町[70]・長崎県2市[71]・熊本県全域・宮崎県1市1町[72] の13都県に「まん延防止等重点措置」が新たに適用。2月13日まで[73]。21日、宮崎県は宮崎市・延岡市を対象区域に追加で3市1町に[74]。25日、香川県はまんのう町・綾川町を対象区域に追加で8市8町に[75]。同日、宮崎県は対象区域を3市1町から県内全域に拡大[76]。26日、長崎県は対象区域を2市（長崎市・佐世保市）から全域に拡大[77]。2月2日、香川県は直島町を追加して対象区域を全域（8市9町）に拡大[78]。2月9日、愛知県は豊根村を追加して対象区域を東栄町を除く53市町村に拡大[79]。
  - ファイザー製の5〜11歳用のCOVID-19ワクチンを厚生労働省が特例承認（投与量は12歳以上の3分の1）[80]。
  - 国土交通省の「建設工事受注動態統計」の書き換え問題を巡り、国交省は事務次官や当時の幹部らを処分したと発表。国土交通大臣の斉藤鉄夫や副大臣、政務官の政務三役は4カ月分の給与を自主返納した[81]。
  - 日本の内閣総理大臣・岸田文雄とアメリカ合衆国大統領のジョー・バイデンがテレビ会議形式で首脳会談[82]。
- 1月22日
  - 東京都で、新規に確認された1日当たりのCOVID-19の感染者は11,227人となり、初めて1万人超え[83]。また、全国の1日当たりの新規COVID-19感染者数も初めて5万人を超えて、5日連続で過去最多を更新[84]。
  - 午前1時8分頃に、日向灘沖を震源とするM6.6の地震が発生し（日向灘地震）、大分県と宮崎県で最大震度5強を観測。13人（大分県6人、宮崎県4人、熊本県2人、佐賀県1人）が負傷。液状化や断水などの被害[85][86][87]。
  - 「核兵器禁止条約」発効1年を期に、日本政府の条約への署名・批准を求めて各地で訴え[88]。
  - 東京中日スポーツの芸能担当記者が、前年10月と12月にサンケイスポーツがオンライン配信した記事2本を盗用して掲載していたことが明らかとなり、東京中日スポーツはこの日付けの紙面で謝罪し記事をサイトから削除[89]。
- 1月23日
  - 名護市長選挙を執行。現職の渡具知武豊（無所属、自由民主党・公明党推薦）が新人候補との一騎打ちを制して2選[90]。
  - 宮崎市長選挙を執行。新人の清山知憲（無所属、自由民主党地域支部一部・国民民主党宮崎県第1区総支部推薦、立憲民主党支持）が現職の戸敷正（無所属、自由民主党地域支部一部推薦）など3候補を破り初当選[91][92]。
- 1月24日
  - COVID-19の感染拡大に伴い保育施設の休園や保育士が出勤できなくなっているとして、大阪市は保護者に対して登園の自粛要請を開始[93]。名古屋市も保護者に登園自粛を要請[94]。
  - トンガでの国際緊急援助活動のため海上自衛隊の輸送艦「おおすみ」が呉基地を出港。国際協力機構（JICA）が提供した飲料水や高圧洗浄機、ポリタンクなどの支援物資を積み込んだ。約2週間で到着する見通し[95][96]。2月9日、輸送艦「おおすみ」は、トンガの首都ヌクアロファに入港[97]。
  - 令和4年度の総務省の予算案の資料で13ヶ所の誤りがあったことが明らかになった問題で、総務大臣の金子恭之が謝罪[98][99]。25日、新たに国土交通省、法務省、文部科学省で記載漏れや金額の誤記載が確認され、それぞれの担当相や首相が陳謝した[100]。
- 1月26日 - ガソリンの全国平均の店頭価格が約13年ぶりに170円台に上昇、経済産業省資源エネルギー庁の燃料油価格激変緩和補助金が石油元売に支給開始[101]。
- 1月27日
  - 「まん延防止等重点措置」の適用地域が34都道府県に拡大。北海道全域、青森県（弘前市）[102]、山形県3市3町[103]、福島県5市[104]、茨城県全域、栃木県全域、石川県全域、長野県全域、静岡県全域、京都府全域、大阪府全域、兵庫県全域、島根県全域、岡山県全域、福岡県全域、佐賀県全域、大分県全域、鹿児島県全域に新たに適用。また、沖縄県全域、広島県全域、山口県の適用期間が延長され、山口県は対象範囲が1市1町から全域に拡大。2月20日まで[105]。30日から、福島県は対象区域を5市（福島市・会津若松市・郡山市・いわき市・南相馬市）から全域に拡大[106]。2月3日から、山形県は米沢市と高畠町を対象区域に追加して4市4町に拡大[107]。2月9日から、山形県は天童市を対象区域に追加して5市4町に拡大[108]。
  - 午後9時頃に埼玉県ふじみ野市の民家で、住人の男が、母親の弔問に訪れた在宅クリニックの医療関係者3人を散弾銃などで負傷させ、そのうち医師の男性1人を人質に民家に立てこもる事件が発生した。埼玉県警は28日午前8時頃に民家に突入、住人の男を殺人未遂で緊急逮捕した。人質だった医師の男性は心肺停止の状態で保護され、病院に搬送されたが死亡[109][110]。
- 1月28日
  - 破産した健康磁気器具販売メーカー「ジャパンライフ」の巨額詐欺事件で、東京地方裁判所は元会長の男に懲役8年（求刑：懲役10年）の実刑判決[111]。
  - 大阪府内で確認されたCOVID-19の1日あたりの新規感染者数が10,013人となり、初めて1万人を超えた[112]。また、全国で確認された新規COVID-19の感染者数は、初めて8万人を超えて、4日連続で過去最多を更新した[113]。
  - ゲームセンター大手のGENDAが、GENDA GiGO Entertainment（旧：セガ エンタテインメント）の全株式を取得したと発表。「SEGA」が名称のゲームセンターは、順次「GiGO（ギーゴ）」に変更される[114][115]。
- 1月30日
  - サッカー日本女子代表は、AFC女子アジアカップ2022（インド）の準々決勝でタイ王国代表に快勝して、2023 FIFA女子ワールドカップ（オーストラリア・ニュージーランド）への出場権を獲得[116]。2月3日、準決勝で中国に惜敗し、3位。
- 1月31日 - 航空自衛隊小松基地所属のF-15戦闘機の1機が、離陸直後に海上でレーダーから消失した。機体の一部が周辺の海域で発見され、防衛省は墜落した可能性が高いと結論付けた[117][118]。2月10日、井筒俊司航空幕僚長が機体の一部が海中で発見されたことを明らかにし、「総合的な判断から墜落したと考える」と述べた[119]。11日と13日、航空自衛隊は搭乗員2人の遺体を発見[120]。

### 2月
- 2月1日
  - 農林水産省は、年間漁獲量を大幅に上回る熊本県産アサリが全国で販売され、その大半に中国産や韓国産のアサリが混入している可能性が高いと発表。農林水産大臣の金子原二郎は「不適正な行為を確認した場合、関係機関と連携を取り、厳正に対応していく。関係団体などに対し、産地伝達の確認の徹底などを周知する」と述べた[121][122]。熊本県知事の蒲島郁夫は8日から2ヶ月程度、県産アサリの出荷を停止すると発表[123]。
  - ミャンマークーデターと抗議デモ開始から1年を迎え、日本に住むミャンマー人らが軍政や政府開発援助（ODA）を続ける日本政府などに対しての抗議集会を各地で開いた[124]。
  - 第6回エリザベス女王工学賞に、ネオジム磁石開発者で大同特殊鋼顧問の佐川眞人が選ばれた[125]。
  - 宇都宮市の清掃工場「クリーンパーク茂原」で火災が発生。宇都宮市のゴミ焼却能力の約7割を喪失[126]。
- 2月2日
  - 国内で確認された1日当たりのCOVID-19新規感染者数は、初めて9万人を超えて過去最多を更新。東京都では、1日当たりの新規感染者が2万1576人確認され、初めて2万人を超えた[127]。本日から都は、症状に基づき検査なしで医師が陽性と判断した「疑似症患者（みなし陽性者）」を感染者数に加算を初めて、新規感染者数のうち589人が該当した[128]。
  - 大阪市が民間資金を導入する形で大阪中之島美術館が開館[129]。
- 2月3日
  - 国内で確認された1日当たりの新規COVID-19感染者数は10万人を超えて過去最多を更新[130]。また、国内の累計感染者数は300万人を超えた[131]。重症者数は全国で1042人確認されて、4ヶ月ぶりに1000人を超えた[132]。
  - 大阪市は、COVID-19感染の急拡大の影響で保健所の処理能力が追いつかず、入力システムの不具合も重なったことが原因として、COVID-19の新規感染者のシステム入力が少なくとも約1万3000人分の遅れが生じたと発表。入力を終えた約7000人分は3日発表の大阪府の1日当たりの新規感染者数に加えられた[133][134]。
  - 任天堂は、家庭用ゲーム機「Nintendo Switch」の販売台数が累計で1億台を突破したと発表[135]。
- 2月4日
  - 第24回オリンピック冬季競技大会（北京オリンピック）の開会式が北京国家体育場で催行。日本選手団からは31人（選手：13人、本部・監督・コーチ等：18人）が式に参加。大会には国外での冬季五輪最多の262人（選手：124人、監督・コーチ等：138人）が参加予定[136]。
  - 内閣総理大臣の岸田文雄は、昨年12月に任命されて先月に着任した駐日アメリカ合衆国大使のラーム・エマニュエルと会談[137]。
  - 日本国内の1日当たりのCOVID-19感染死者数は昨年6月3日以来8ヶ月ぶりに100人超の101人となった[138]。
  - 日本将棋連盟などが主催の将棋の棋戦「名人戦・A級順位戦」で、羽生善治九段がこの日の対局に敗れて2勝6敗となったため、連続29期在籍していたA級からの降級が確定。連続在籍記録は中原誠十六世名人と並んで歴代4位[139]。
- 2月5日
  - COVID-19の感染拡大に伴って、北海道札幌市の「さっぽろ雪まつり」は2年連続で中止され、代替イベント「オンラインさっぽろ雪まつり2022」がオンライン上で開幕[140]。
  - 和歌山県全域に「まん延防止等重点措置」が適用。和歌山県での適用は初。27日まで[141]。
  - オリンピック北京大会のフリースタイルスキー男子モーグルで堀島行真（トヨタ自動車）が今大会日本代表メダル第1号となる銅メダルを獲得。
- 2月6日
  - 任期満了に伴う山口県知事選挙が執行され、現職の村岡嗣政（無所属、自由民主党・公明党推薦）が再選。投票率は過去最低の34.91%[142]。
  - 任期満了に伴う岐阜市長選挙が執行され、現職の柴橋正直（無所属、自由民主党・立憲民主党・公明党・国民民主党推薦）が3候補を大差で退けて再選。投票率は過去最低の24.82%[143]。
  - 大雪の影響でJR北海道は午前9時ごろから札幌駅を発着する列車の運行を全て見合せ、全列車の約6割が運休。札幌市内では雪が降り積もり、午後2時までの24時間降雪量が1999年の統計開始以降過去最多の60cmに達して、午後1時の最大積雪深が133cmと8年ぶりに1m超を観測。JR北海道は、7日も札幌圏の全ての列車を終日運休する異例の対応を決めた[144][145]。14日、通常運転が再開して全面復旧。6-12日で約3500本の列車が運休し、50万人超が影響を被った[146]。
- 2月7日
  - 午後4時15分ごろ、愛媛県東温市見奈良の伊予鉄道横河原線で、3000系電車（3輛編成）が見奈良駅手前で脱線。乗客13人と乗員2人にけがはなかった[147]。
- 2月8日
  - 大阪府での1日当たりの新規COVID-19感染者数は2万609人となり過去最多を更新。このうちの9200人は大阪市のシステムへの入力の遅れに因る追加計上[148]。
  - 濱口竜介監督の『ドライブ・マイ・カー』が日本映画初となるアカデミー作品賞にノミネート[149]。
  - 現代自動車が日本の乗用車市場に約12年半ぶりに再進出すると発表。電気自動車（EV）「ヒョンデ・アイオニック5（IONIQ 5）」と燃料電池自動車（FCV）「ヒョンデ・ネッソ（NEXO）」の計2車種の受注を5月から受け付け、7月以降に納車を予定[150][151]。
  - 衆議院本会議で「ウクライナを巡る憂慮すべき状況の改善を求める決議」が与野党の賛成多数で可決[152]。9日には参議院本会議で同様の決議を与野党の賛成多数で可決[153]。
- 2月9日 - 出雲日御碕灯台附・囲障が国の重要指定文化財に指定される。[154]。
- 2月10日
  - テレビ朝日ホールディングスは、同社取締役の亀山慶二からの辞任の申し出を受理したと発表。また、子会社「テレビ朝日」の代表取締役社長（COO）及び取締役の辞任も受理したと発表。社内調査を実施する過程で、亀山の業務執行上不適切な行為が明らかになったためとしている。テレビ朝日の代表取締役社長は代表取締役会長の早河洋が兼務[155][156]。
  - 西武ホールディングスは、子会社「プリンスホテル」が保有する新潟県湯沢町の苗場プリンスホテル・苗場スキー場など、ホテルやレジャー関連の31施設をシンガポール政府投資公社（GIC）に売却すると発表。運営は引き続き西武HD傘下の子会社が担う[157]。
- 2月11日
  - 外務省は、ウクライナ危機に伴って、ウクライナ全土の危険情報を最大の「レベル4（退避勧告）」に引き上げ[158][159]。
  - 午後11時50分頃、新潟県村上市長政の三幸製菓荒川工場で火災が発生し、Fスタジオが全焼した。12日午前11時10分ごろに鎮火。6人が死亡し、1人が負傷。火災後から安全確認のため、3ヶ月程度全工場での生産を停止[160][161][162]。
- 2月12日
  - 高知県全域に「まん延防止等重点措置」が適用[163]。また、東京都全域、埼玉県全域、千葉県全域、神奈川県全域、群馬県全域、新潟県全域、岐阜県全域、愛知県全域（同日東栄町を追加）[79]、三重県全域、香川県全域、長崎県全域、熊本県全域、宮崎県全域での適用の延長を発表。3月6日まで[164][165]。
  - 将棋の藤井聡太竜王（王位・叡王・棋聖）が渡辺明王将に挑戦する「第71期ALSOK杯王将戦七番勝負」の第4局は、藤井が4連勝を果たして王将の称号を初めて獲得。19歳6ヶ月で5冠を達成し、羽生善治九段の最年少記録（22歳10ヶ月）を更新[166][167]。
- 2月13日
  - 日米韓外相会合がアメリカ合衆国・ホノルルで開催され、5年ぶりに共同声明を公表[168][169]。
  - 沖縄県竹富町が発注する水道施設整備事業をめぐり、特定の業者に入札情報などを漏らしたとして、沖縄県警察は官製談合防止法違反などの疑いで、竹富町長の西大舛高旬を逮捕[170][171]。3月4日、竹富町議会は西大舛の辞職願を全会一致で認めた。西大舛は4日付で辞職[172]。
- 2月14日
  - 通信販売会社「ケフィア事業振興会」（破産手続き中）のオーナー制度を謳った出資金詐欺事件で、詐欺と出資法違反の罪に問われていた86歳の元社長の男に対し、東京地裁は懲役7年・罰金300万円の実刑判決[173]。
  - 北海道上川総合振興局管轄内の南富良野町が発注した道の駅南ふらのを中心とする再編整備事業の工事を巡り、業者に入札情報を漏らしたとして、北海道警察と旭川東警察署は南富良野町長の池部彰を官製談合防止法違反（入札妨害）の疑いで逮捕[174]。21日、池部から提出された辞職願を町議会は全会一致で同意し、池部は同日付で辞職[175]。
  - キリンホールディングスは、ミャンマー軍系企業の「ミャンマー・エコノミック・ホールディングス（英語版）（MEHL）」との合弁で運営するビール会社の保有株式の全てを6月末までに手放し、早期に提携を解消すると表明。キリンHDはミャンマーでの事業から撤退[176][177]。
- 2月15日 - 大阪市でヘイトスピーチ抑止条例が制定されたことで表現の自由を保障する憲法に反するかどうかが問われた住民訴訟で、最高裁判所は「合憲」とする判断を示した[178]。
  - ANAホールディングスは、ジョビー・アビエーションと業務提携すると発表[179][180]。
  - 内閣総理大臣の岸田文雄は、ウクライナ大統領のウォロディミル・ゼレンスキーなどと電話会談[181]。
- 2月16日 - 宮内庁は、国立「お茶の水女子大学附属中学校」3年生の悠仁親王が「提携校進学制度」を利用して国立「筑波大学附属高等学校」に合格したと発表。皇族の学習院以外への高校進学は戦後初。4月に入学[182][183][184]。
- 2月17日 - 午後9時32分から約25分間、岸田文雄内閣総理大臣がロシア大統領のウラジーミル・プーチンと電話会談[185]。
- 2月18日
  - 広島県は、県と県内の全23市町のクラウドシステムが16日午前9時15分ごろからサイバー攻撃を受け、ホームページが閲覧しづらい状態が続いていると発表[186][187][188]。
  - 「まん延防止等重点措置」の期間及び区域の変更が決定。北海道全域・青森県弘前市[189]・福島県全域・茨城県全域・栃木県全域・石川県全域・長野県全域・静岡県全域・京都府全域・大阪府全域・兵庫県全域・和歌山県全域・岡山県全域・広島県全域・福岡県全域・佐賀県全域・鹿児島県全域への適用を3月6日まで延長。山口県全域・沖縄県全域・山形県5市4町・島根県全域・大分県全域は20日に解除[190][191]。
- 2月19日 - 商船三井が、16日に同社が運航する自動車運搬船「FELICITY ACE」がポルトガル領アゾレス諸島の大西洋沖を航行中に火災が発生し、航行不能に陥ったと発表。乗務員22人全員は無事で、アゾレス諸島に避難した。ポルトガル海軍が監視の下、船は漂流状態だった[192][193][194]。3月1日、三井商船は現地時間1日午前9時ごろに沈没したと発表。沈没はアゾレス諸島から200海里程度離れた地点[195]。
- 2月20日
  - 第24回オリンピック冬季競技大会の閉会式が催行され、大会は閉幕。日本選手団は冬季五輪で最多の計18個（金：3、銀：6、銅：9）のメダルを獲得[196]。
  - 晴海客船ターミナル（1991年開館）が閉館[197][198]。
  - 任期満了に伴う長崎県知事選挙は、医師で新人の大石賢吾（無所属、日本維新の会・自由民主党長崎県連推薦）が、現職の中村法道（無所属）ら2候補を退けて初当選。投票率は47・83％[199][200][201]。
  - 任期満了に伴う町田市長選挙は、現職の石阪丈一（無所属）が5候補を退けて5選[202][203]。
- 2月21日
  - 福山市が、映画『THE BATMAN-ザ・バットマン-』に登場する架空都市「ゴッサム・シティ」と世界初の友好都市提携を締結[204][205]。
  - 政府提出の令和4年度予算案が衆議院予算委員会で採決され、与党の自由民主党・公明党及び野党の国民民主党の賛成多数で可決。22日、衆議院本会議で採決され、自民・公明・国民民主の賛成多数で可決。当初予算案への野党の賛成は極めて異例で、与党は歓迎する一方で他の野党は反発や懸念の声が相次いだ。同日、同院本会議では「令和4年度税制改正関連法案」も可決[206][207][208][209][210][211][212]。
- 2月22日
  - 旧優生保護法下で不妊手術を強制させられたとして、近畿地方の男女3人が国に計5500万円の損害賠償を求めた訴訟の判決で、大阪高等裁判所は国に計2750万円の賠償を命じた[213][214][215]。
  - 低気圧の影響で暴風雪が続き、滑走路の除雪作業が追いつかず、新千歳空港発着の228全便が終日欠航[216]。
  - ウクライナ東部（ドンバス地方）の一部を占領後、親露派国家「ドネツク人民共和国」と「ルガンスク人民共和国」の独立をロシアが一方的に承認したことを巡って、内閣総理大臣の岸田文雄は国際法及びミンスク合意違反への非難や制裁を含む対応の調整を明言[217][218]。23日、政府は、2国家関係者の査証発給停止及び資産凍結・2国家との輸出入禁止措置の導入・ロシア政府による新規ソブリン債の国内における発行及び流通の禁止などの制裁を課すと表明[219][220]。
- 2月24日
  - ロシアのウクライナへの侵攻に際して、内閣総理大臣の岸田文雄は国家安全保障会議（NSC）を開催した後、「ロシアによる侵攻は、国際秩序の根幹を揺るがすもので、強く非難する」と語った[221][222]。
- 2月25日
  - 内閣総理大臣の岸田文雄は、ロシアのウクライナへの侵攻を厳しく非難し、追加の制裁の実施を発表。資産凍結と査証発給停止によるロシアの個人・団体などへの制裁、ロシアの金融機関を対象とする資産凍結など金融分野での制裁、ロシアの軍事関連団体に対する輸出、国際的な合意に基づく規制リスト品目や半導体など汎用品のロシア向け輸出に関する制裁を挙げた。また、ウクライナ在留日本人の安全確保に取り組むため、リヴィウに臨時事務所を設けてチャーター便を手配[223][224]。同日、駐日ロシア大使のミハイル・ガルージンは、追加制裁を受けて日本に重大な対抗措置を取ると警告[225]。
  - 鈴木俊一財務大臣は、ロシア開発対外経済銀行（英語版）（VEB）、プロムスビャジバンク（英語版）（PSB）、ロシア銀行の3銀行を対象とした資産凍結を行うと発表[226][227]。
  - ウクライナオデッサ州（オデーサ州）の港付近で、ロシア連邦軍の艦艇によって商船2隻が砲撃受けたことをウクライナ当局が明らかにした。うち1隻はパナマ船籍で日鮮海運系列の日興汽船が船主で登録している貨物船「Namura Queen（ナムラ・クイーン）」で、被弾し損傷[228][229][230]
- 2月26日
  - 日本政府は、ロシアのウクライナ侵攻を「侵略」と認定[231]。
  - ロシアによるウクライナ侵攻に抗議する集会が渋谷など国内各地で開催[232][233]。
- 2月27日
  - 防衛省は、北朝鮮が同日7時51分頃に北朝鮮西岸付近から1発の弾道ミサイルが東方向に向けて発射されたと発表。排他的経済水域（EEZ）外の北朝鮮東岸付近に落下したものと推定[234][235]。
  - 立憲民主党2022年度党大会を開催[236][237]。
  - 任期満了に伴う石垣市長選挙は、現職の中山義隆（無所属、自由民主党・公明党推薦）が保革共闘で元市議の新人との一騎打ちを制して4選[238]。
  - 内閣総理大臣の岸田文雄は、ロシアの一部銀行を国際銀行間通信協会（SWIFT）から排除する制裁に参加すると表明。また、先に表明した円借款1億USドルに加えて緊急人道支援1億USドルの実施を明らかにした[239][240]。
- 2月28日
  - 東京外かく環状道路の地下トンネル工事付近の住民らが工事中止を求めた仮処分申請で、東京地方裁判所は事業者の国土交通省や東日本高速道路、中日本高速道路などに一部工事の差し止めを命じる決定[241][242][243]。
  - 国内におけるCOVID-19感染者数が累計で500万人を超えた[244]。
  - 内閣総理大臣の岸田文雄は、ベラルーシ大統領のアレクサンドル・ルカシェンコを含む個人や団体への制裁や輸出管理措置を講じる方針を明らかにした[245]。

### 3月
- 3月1日
  - エイチ・アイ・エス（H.I.S.）代表取締役会長兼社長の澤田秀雄が社長を退任し、後任の代表取締役社長に取締役上席執行役員の矢田素史が昇格。澤田は代表取締役会長及びグループ最高経営責任者（CEO）職に留まる[246][247]。
  - 東芝代表執行役社長（CEO）の綱川智が退任し、後任には執行役上席常務の島田太郎が昇格[248][249]。
  - 宮崎県延岡市水尻町にある旭化成のグループ会社「カヤク・ジャパン」の東海工場で午後1時50分頃に爆発事故が発生し、同社社員1人が安否不明、3人負傷。2日に社長が記者会見を開き謝罪[250][251][252]。15日、宮崎県警察は安否不明状態だった同社社員1人の死亡を確認したと発表[253][254]。
  - トヨタ自動車は、国内仕入先で樹脂部品を扱う小島プレス工業でランサムウェアによる攻撃を受けてシステム障害が発生したため、国内全14工場28ラインの稼働を停止すると発表。日野自動車の古川工場・羽村工場、ダイハツ工業の京都工場も停止した。2日、すべての稼働を再開[255][256][257][258][259]。
  - ABCマートが、セブン&アイ・ホールディングス子会社「オッシュマンズ・ジャパン」を買収[260]。
  - 衆議院本会議で「ロシアによるウクライナ侵略を非難する決議案」を賛成多数で採択[261][262]。2日、参議院本会議でもほぼ同様の非難決議を賛成多数で採択[263]。
  - NTTドコモは、電力サービス「ドコモでんき」の提供を開始[264][265]。
- 3月2日
  - 東海旅客鉄道（JR東海）は、愛知県春日井市西尾町にあるリニア中央新幹線「西尾工区」のトンネル内でコンクリート片が剥がれ落ち、作業員1人が重傷を負ったと発表した[266][267]。
  - 内閣総理大臣の岸田文雄は、ロシアによる軍事侵攻でウクライナから第三国に逃れた避難民の一部を受け入れる考えを表明した。まずは親族や知人が日本にいる人々の受け入れを想定[268]。
  - 外務省は、キーウの在ウクライナ日本国大使館を一時閉鎖し、同大使館業務をリヴィウに開設している臨時の連絡事務所に移転すると発表[269]。
  - 防衛省は、午前10時23分頃に北海道根室半島沖の領海上空でロシアのものと推定されるヘリコプター1機が領空侵犯したと発表。航空自衛隊の戦闘機が緊急発進して対応した。政府は外務省を通じて、ロシア側に厳重抗議[270][271]。
- 3月3日
  - 第13回パラリンピック冬季競技大会の開会式（英語版）が催行された。日本選手団29人が出場[272]。
  - 甲子園歴史館がリニューアルオープン[273][274]。
  - 歌舞伎専門の月刊誌『演劇界』（1943年創刊）がこの日発売の2022年4月号をもって休刊[275][276]。
- 3月4日
  - 北海道全域、青森県弘前市、茨城県全域、栃木県全域、群馬県全域、埼玉県全域、千葉県全域、東京都全域、神奈川県全域、石川県全域、岐阜県全域、静岡県全域、愛知県全域、京都府全域、大阪府全域、兵庫県全域、香川県全域、熊本県全域で「まん延防止等重点措置」が21日まで延長。福島県全域、新潟県全域、長野県全域、三重県全域、和歌山県全域、岡山県全域、広島県全域、高知県全域、福岡県全域、佐賀県全域、長崎県全域、宮崎県全域、鹿児島県全域は6日に解除[277]。
  - トヨタ自動車は、ロシアにあるサンクトペテルブルク工場の稼働と完成車の輸入を停止[278][279]。
  - 日野自動車が記者会見でエンジンの排出ガスや燃費などについての不正なデータを国に提出し、生産に必要な認証を取得していたことを公表[280]。
  - SMBC日興証券専務執行役員ら4名が相場操縦の容疑で逮捕[281]。4月13日には法人としても起訴された[282]。
- 3月5日 - 栃木県那須町湯本にある国指定の名勝「殺生石」が真っ二つに割れたことが確認された[283]。
- 3月6日
  - 奈良県明日香村にある斉明天皇の陵墓とされる牽牛子塚古墳の復元整備工事が完了し、一般公開[284][285]。
  - 東京マラソン2021開催。男子はエリウド・キプチョゲ（ケニア）、女子はブリジット・コスゲイ（ケニア）が共に大会新で優勝。車いすの部では、男子はマルセル・フグ（スイス）、女子は喜納翼（琉球スポーツサポート）が共に2度目の優勝[286]。また、鈴木健吾（富士通）と一山麻緒（ワコール）の夫妻が男女の日本人最高位で合計タイムが4時間26分30秒となり、「フルマラソンの同一レースにおける夫婦の合計タイム」のギネス世界記録を更新した[287]。大会は、COVID-19の影響で一般ランナーの出場がなかった2020年3月以来の開催[288]。
- 3月7日
  - ロシア政府は、日本を含む48の国と地域を「非友好的な国や地域」に指定[289]。これに対し、内閣官房長官の松野博一は外交ルートを通じてロシアに抗議したことを明らかにした[289]。
  - 福島県は、国道252号に架かる只見町田子倉のラーメン橋「あいよし橋」が雪崩の影響で流出したと発表。現場は冬季通行止めを実施しており、人的被害は確認されていない。復旧時期は未定[290][291]。
- 3月11日
  - 東日本大震災から11年。内閣総理大臣の岸田文雄は、福島県主催の「令和三年度 東日本大震災追悼復興祈念式」に参加。なお、政府主催の追悼式典は本年から開催されない[292][293]。
  - 東映アニメーションが、今月6日に同社のネットワークが第三者による不正アクセスを受け、同社製作のアニメ4作品の放送スケジュールにも影響が出ると発表[294][295]。
  - 鶏卵業界大手「イセ食品」が、会社更生手続きに入ったと発表。グループ会社の「イセ株式会社」も同時に会社更生手続きに入った[296][297][298]。
  - 長年埼京線や京葉線で活躍して、改造後には宇都宮線、日光線を走った205系600番台が運行を終了し、国鉄時代に製造された通勤電車がJR東日本と首都圏から姿を消した。
- 3月12日
  - 東京都大田区羽田空港と神奈川県川崎市川崎区殿町を結ぶ連絡橋「多摩川スカイブリッジ」が開通。4月1日からバス運行も開始される[299][300]。
  - 午後0時50分ごろ、特定非営利活動法人「MESHサポート」が所有する小型飛行機が伊江島空港内で墜落。パイロットら乗員2人が死亡した[301][302]。
  - JR各社でダイヤ改正。COVID-19の影響や働き方の変化などで乗客が減少傾向であることを受け、運行本数の削減が目立つ改正となった[303][304][305]。
  - 北海道旅客鉄道（JR北海道）札沼線（学園都市線）のあいの里公園駅-太美駅間の石狩郡当別町当別太に新駅「ロイズタウン駅」が開業[306][307][308]。また、JR北海道宗谷本線の名寄市徳田に「名寄高校駅」が開業。旧称「東風連駅」が北海道立北海道名寄高等学校近くに移転して誕生した[309][310]。
  - アメリカ合衆国のノースロップ・グラマン社製無人航空機「RQ-4 グローバルホーク」1機が航空自衛隊三沢基地に到着し、納入された。自衛隊は3機を配備する計画[311][312]。
  - 午後12時30分ごろ、山梨県北杜市須玉町小尾で住宅や倉庫など少なくとも14軒を焼く火災が発生し、1人が死亡[313][314]。
  - 中国横断自動車道姫路鳥取線（播磨自動車道）の播磨新宮IC-宍粟JCT区間が開通。中国横断自動車道姫路鳥取線（播磨自動車道）が全線開通した[315][316]。
  - 都城志布志道路の乙房IC-横市IC区間が開通[317][318]。
- 3月13日
  - 名古屋ウィメンズマラソン2022が開催され、ルース・チェプンゲティッチ（英語版）（ケニア）が大会新記録で優勝した。日本人最高位は安藤友香（ワコール）で3位[319]。
  - 第13回パラリンピック冬季競技大会の閉会式（英語版）が催行された。日本選手団は合計7個（金4、銀1、銅2）のメダルを獲得[320][321]。
  - 第89回自由民主党党大会開催[322][323]。
  - 任期満了に伴う石川県知事選挙を執行。第20代文部科学大臣で参議院議員1期・衆議院議員7期を務めた新人の馳浩（無所属、日本維新の会推薦、自由民主党県連支援）が新人4候補を抑えて初当選。投票率は61.82%[324][325]。
  - 前市長の辞職に伴う金沢市長選挙を執行。前副市長で新人の村山卓（無所属、自由民主党・公明党金沢総支部推薦）が新人4候補を抑えて初当選。投票率は55.95%[326][327]。
- 3月14日
  - 国税庁運営のオンラインサービス「e-Tax（国税電子申告・納税システム）」で接続障害が発生。15日が確定申告の期限日だった[328][329]。国税庁は、個別指定による期限延長の手続きを行うことで後日提出が可能としている[330]。
  - 東京地検特捜部は、河井夫妻選挙違反事件で現金を受け取ったとされる地方議員ら34人を公職選挙法違反（被買収）の罪で起訴したと発表。34人のうち25人は略式起訴、9人は在宅起訴[注 1][331][332][333]。
- 3月15日 - 改正銃砲刀剣類所持等取締法施行。クロスボウの所持が原則禁止され、欠格要件に該当しない者に限定して許可制となる。9月15日（施行日から6ヶ月）以降に不法所持の場合には、罰則（3年以下の懲役又は50万円以下の罰金）が課せられる[334][335]。
- 3月16日
  - 大阪府警は、昨年12月17日に発生した北新地ビル放火殺人事件の実行犯の男を殺人と現住建造物等放火などの疑いで容疑者死亡のまま書類送検[336]。翌17日、大阪地検は死亡により不起訴とし、一連の捜査は終結した[337]。
  - 23時36分頃、福島県沖（牡鹿半島の南南東60km付近）の深さ57kmを震源とするM7.4の地震が発生。宮城県や福島県で最大震度6強の揺れを観測し、震度6弱〜1の揺れを北海道から九州地方にかけて観測した[338][339]。
    - 東北新幹線下りで福島駅-白石蔵王駅間の白石市内を走行していた「やまびこ223号」（H5系＋E6系連結の17輛編成）のうち16輛が脱線。乗員乗客78人のうち3人が負傷した[340][341][342][343][344]。
    - 東北新幹線は那須塩原駅-盛岡駅間で運転を見合わせ[345]。このため、日本航空（JAL）と全日本空輸（ANA）は東京国際空港（羽田空港）と東北地方の各空港を結ぶ臨時便を運行した[346]。22日、盛岡駅-一ノ関駅間と郡山駅-那須塩原駅間の運転を再開[347]。4月2日、郡山駅-福島駅間の運転を再開[348]。同月4日、一ノ関駅-仙台駅間の運転を再開[349]。同月14日、仙台駅-福島駅間の運転が再開し、全線再開[350]。
    - 内閣総理大臣の岸田文雄は、17日午前の参議院予算委員会で、この地震の人的被害について、「午前8時時点で、災害との関連を調査中の死者は4人、負傷者97人と報告を受けている」と説明した[351]。17日午後3時半時点で、警察庁は死者1人（確認中2人）とし、塩竈市において死亡が確認された1人は災害に起因しなかったとして削除した[352]。23日、消防庁は3人死亡（宮城県登米市1人、七ヶ浜町1人、福島県相馬市1人）[注 2]・247人負傷と発表した[353]。
    - 経済産業省は、この地震の影響で火力発電所の計11基が一時停止したと発表[354][355]。
    - この地震の影響で東北電力管内で最大約148,100戸（162,126戸）[注 3]、東京電力管内で最大約2,085,430戸が停電した[356][357]。
    - この地震で宮城県沖と福島県沖に津波注意報が発令され、石巻港で30cm、仙台港や相馬市でも20cmの津波が観測された[358]。
- 3月17日
  - 悠仁親王が、お茶の水女子大学附属中学校で義務教育の課程を修了し、同校を卒業[359][360]。
  - 皇族が成年を迎えた際に恒例で行われる愛子内親王の記者会見が実施され、前夜の地震への哀悼の意の表明や今後の抱負などを語った[注 4][361][362]。
  - 陸上自衛隊に電子作戦隊が発足。本部は朝霞駐屯地に置く[363]。
- 3月18日
  - 全日本柔道連盟が、今年より全国小学生学年別柔道大会を廃止すると発表[364][365]。
  - 航空自衛隊府中基地内に「宇宙作戦群」が発足[366][367]。
- 3月19日
  - 社会民主党第19回定期全国大会（党大会）を20日にかけて2日間開催[368][369]。
  - 双葉社出版の映画雑誌『映画秘宝』がこの日発売の5月号をもって休刊[370][371]。
  - 第94回選抜高等学校野球大会が阪神甲子園球場で開幕。
- 3月20日
  - 神奈川県道路公社が管理している本町山中有料道路の料金徴収期間が満了。翌21日から道路整備特別措置法に則り、神奈川県に引き継がれて無料となる[372]。
  - 愛媛県上島町にある上島諸島生名島と岩城島を繋ぐ岩城橋が開通。これでゆめしま海道（上島架橋・県道338号岩城弓削線）が全線開通[373][374]。
  - バドミントンの全英オープンの女子シングルスで山口茜（再春館製薬所）が優勝。また、女子ダブルスでは志田千陽・松山奈未組（共に再春館製薬所）、混合ダブルスでは渡辺勇大・東野有紗組（共に日本ユニシス）が優勝する快挙[375][376][377]。
- 3月21日
  - BSよしもと開局[378][379]。
  - 徳島南部自動車道の徳島JCT-徳島沖洲IC間が開通。開通区間の吉野川サンライズ大橋は全長約1696.5mで、コンクリート橋としては日本最長級[380][381]。
  - 那須温泉ファミリースキー場が営業を終了[382]。
  - なら歴史芸術文化村開村[383]。
  - 「まん延防止等重点措置」を全面的に解除[384]。
  - 経済産業省は、16日発生の福島県沖地震の影響で、火力発電所6基が引き続き停止状態のため、翌22日の東京電力管内（1都8県）の電力利用者に節電を呼びかけ、「電力需給ひっ迫警報」を発令した[385][386]。23日、経済産業省は同日午前11時をもって解除すると発表[387]。
  - ボートレース大村で開催された鳳凰賞競走優勝戦で、遠藤エミが女性初のスペシャルグレード（SG）制覇[388][389][注 5]。
- 3月22日
  - 新型コロナウイルス対策のまん延防止等重点措置が全国で解除[390]。
  - 経済産業省は、東北電力管内（東北6県・新潟県）の電力利用者に節電を呼び掛け、「電力需給ひっ迫警報」を発令[391][392]。同日、経済産業省は需給が緩和されたとして、需給ひっ迫警報を解除[393]。
  - 参議院本会議で令和4年度予算の採決が行われ、自由民主党・公明党・国民民主党の賛成多数で可決、成立した[394][395]。また、令和4年度税制改正関連法も可決、成立した。国税分は自由民主党・公明党・国民民主党などの賛成多数、地方税分は自由民主党・公明党・日本維新の会・国民民主党などの賛成多数[396]。
  - 三菱重工業グループの三菱重工マリタイムシステムズ玉野本社工場から引き渡しを受け、海上自衛隊の護衛艦『くまの』が就役[397][398][399]。
- 3月23日 - ウクライナ大統領のウォロディミル・ゼレンスキーが国会内でオンライン演説[400]。
- 3月24日
  - 防衛省は、午後2時33分頃に朝鮮民主主義人民共和国（北朝鮮）が1発の弾道ミサイルを発射したと発表した。午後3時44分頃に北海道の渡島半島の西方約150kmの日本海（東海）上排他的経済水域（EEZ）内に落下したと推定し、弾道ミサイルは新型大陸間弾道ミサイル（ICBM）級と評した[401]。25日、朝鮮中央通信（KCNA）は、火星17を発射したと報じた[402]。
  - 2022 FIFAワールドカップ・アジア3次予選グループB第9戦がシドニーのスタジアム・オーストラリアで催行され、日本代表がオーストラリア代表を2-0で下し、7大会連続7度目のFIFAワールドカップ（2022 FIFAワールドカップ）の出場を決めた[403][404]。
  - 江崎グリコは、代表取締役社長の江崎勝久の後任に専務執行役員で長男の江崎悦朗が就任したと発表。江崎勝久は代表権のある代表取締役会長に就任[405][406]。
- 3月25日 - 第25回参議院議員通常選挙期間中に札幌市で街頭演説をしていた当時の内閣総理大臣・安倍晋三にやじを飛ばしたところ、北海道警察に排除されたとして、男女2人が道に計660万円の損害賠償を求めた訴訟で、札幌地方裁判所は排除の違法性を認めて道に計88万円の賠償を命じた[407][408]。
- 3月26日
  - BS松竹東急開局[409]。
  - テレビ朝日製作の長寿料理番組『おかずのクッキング』（1974年放送開始）が終了[410][411]。
  - 内閣総理大臣の岸田文雄が駐日アメリカ合衆国大使のラーム・エマニュエルと共に広島平和記念資料館を視察し、原爆死没者慰霊碑では献花を行って黙祷を捧げた。岸田は、車座対話の中で、唯一の戦争被曝国として、二度と核兵器による惨禍を繰り返してはならず、核兵器による威嚇も、ましてや使用もあってはならないということを強く訴えていく必要があり、被曝の実相を世界に伝えていくことがますます重要となっている旨の発言をした[412]。
  - 昼ごろ、8つの地方銀行（十六銀行・百十四銀行・常陽銀行・足利銀行・南都銀行・山口銀行・もみじ銀行・北九州銀行）とローソン銀行でシステム障害が発生。翌27日朝、全面的に復旧した[413][414]。
  - 函館江差自動車道の北斗茂辺地IC-木古内IC間が開通[415][416]。
- 3月27日
  - BSJapanext開局[417][418]。
    - 3月中に開局した3局はケーブルテレビ（CATV）や光回線（FTTH）の場合はBSパススルー対応でないと視聴できない（チャンネル設定などについてを含め、詳細は2022年のテレビ (日本)#3月 2を参照）。
    - この時点でBS2Kで視聴できるチャンネル数は31。うち公共放送などを除く無料民放は10（日本における衛星放送#BSデジタル放送を参照）。

  - 任期満了に伴う鳥取市長選挙を執行。現職の深澤義彦（無所属、自由民主党・公明党推薦）が新人候補を退けて3選。投票率は30・67%[419][420]。
  - 横浜市西区のみなとみらい地区（58街区）に横濱ゲートタワーがグランドオープン。本年5月にはいすゞ自動車の本社機能が移転される見込み[421]。
- 3月28日
  - 気象庁は、27日午後6時ごろに海底火山「噴火浅根」（母島の南西約160km）が噴火した模様とし、周辺海域に噴火警報を発表した[422][423]。
  - 第94回アカデミー賞で、『ドライブ・マイ・カー』（監督：濱口竜介）がアカデミー国際長編映画賞を受賞した。日本映画に於ける同賞受賞は、第81回（2009年）で『おくりびと』（監督：滝田洋二郎）以来13年ぶり5度目[注 6][424][425]。
- 3月29日 - 東京地方裁判所は、日本政策金融公庫の新型コロナウイルス関連融資を違法に仲介したとして、貸金業法違反（無登録営業）の罪に問われた遠山清彦元衆院議員に対し、懲役2年、執行猶予3年、罰金100万円の判決を言い渡した[426]。
- 3月31日
  - 東京オリンピック・パラリンピック競技大会担当大臣の設置期限を迎え、同担当大臣の堀内詔子が退任。翌4月1日から、堀内が兼務していたワクチン接種推進担当大臣は内閣官房長官の松野博一が担う予定[427][428][429]。
  - 外務省は、ウクライナに於ける地名の呼称問題に関して宇政府から回答が得られたとして、ウクライナの首都の呼称をロシア語による読み方に基づく「キエフ（Kiev）」からウクライナ語による読み方に基づく「キーウ（Kyiv）」に変更すると発表。首都以外の地名もウクライナ語による読み方に基づく呼称に変更される[430]。
  - KDDIのau向け3G携帯電話サービス「CDMA 1X WIN」（au 3G）終了[431][432]。
  - 京都大学霊長類研究所解体。霊長研の研究分野の一部を廃止、既存の学内組織への移管などの組織改編が実施される予定[433]。また、翌4月1日から「ヒト行動進化研究センター」が設置され、霊長研の一部研究が移行される[434][435][436]。
  - カインズが東急不動産ホールディングスの連結子会社「東急ハンズ」の全株式を取得。東急ハンズはカインズの傘下となり、10月1日付で商号（社名）を「ハンズ」に変更した[437][438][439]。→10月1日も参照
  - 改正沖縄振興特別措置法や改正沖縄復帰特別措置法などが参議院本会議で全会一致で可決・成立[440][441]。
  - 二足歩行ロボット「ASIMO」が最後の実演を終えて引退[442]。
  - 長野市少年科学センターが閉館。改修工事を経て2024年4月に「ながのこども館（仮称）」が開館予定[443]。
  - セブン&アイグループの各店舗が提供している無料Wi-Fiサービス「セブンスポット（7SPOT）」がサービス提供を終了[444][445]。
  - 日本電産サンキョースケート部が廃部[446]。
  - 芸能事務所『有限会社 ビーボ』が廃業[447]。
  - 第94回選抜高等学校野球大会の決勝が阪神甲子園球場で行われ大阪桐蔭（近畿・大阪）が近江（近畿・滋賀）を18-1で降し2018年（第90回）以来4年ぶり4回目の優勝。

### 4月
- 4月1日
  - 改正民法施行[448]。
    - 成年年齢が18歳に引き下げ。これにより、2002年4月2日-2004年4月1日生まれの者は新成人となった。親権に服することがなくなり、自己の意思でさまざまな契約が可能になるが、「未成年者取消権」の行使ができなくなる。[449]喫煙、飲酒、公営競技に関する年齢制限や、国民年金への加入（保険料の支払い開始）は引き続き20歳のまま[450]。
    - 女性の婚姻可能年齢が16歳から18歳に引き上げられ、男女とも18歳に統一。ただし、この日の時点で既に16歳以上の女性は、引き続き18歳未満でも結婚することが可能[451]。

  - 改正少年法施行。18歳及び19歳（年長少年）は「特定少年」と位置づけられ、逆送致する事件の対象を拡大、起訴後の実名報道を解禁[452]。
  - 教育職員等による児童生徒性暴力等の防止等に関する法律（教育職員性暴力等防止法）施行。
  - プラスチックに係る資源循環の促進等に関する法律（プラスチック資源循環法）施行[453]。
  - 改正労働施策の総合的な推進並びに労働者の雇用の安定及び職業生活の充実等に関する法律施行。中小企業で職場におけるパワーハラスメント対策が義務化[454]。
  - 改正育児休業、介護休業等育児又は家族介護を行う労働者の福祉に関する法律（育児介護休業法）施行。育児休業を取得しやすい雇用環境整備及び妊娠・出産の申出をした労働者に対する個別の周知・意向確認の措置を義務付け[455]。
  - 年金制度改正法等を施行。老齢年金の繰り下げ年齢の上限が75歳に引き上げ。65歳に達した日後に受給権を取得した場合についても、繰り下げの上限を5年から10年に引き上げ[456]。
  - 改正警察法施行。警察庁内に各局のサイバー部門を統合した「サイバー警察局」を新設。また、関東管区警察局内に「サイバー特別捜査隊」を新設[457][458][459][460]。
  - 改正個人情報保護法施行。個人データの漏洩等が発生し、個人の権利利益を害するおそれがある時は、個人情報保護委員会への報告及び本人への通知を義務化など[461][462][463][464]。
  - 高等学校新学習指導要領施行[465][466]。
  - スナック菓子「うまい棒」（販売：やおきん）が同日出荷分から10円（税別）から12円（税別）に値上げ[467]。
  - 三菱UFJ銀行が、デジタルチャネルの利用促進、ペーパーレス化のため、18歳以上70歳未満の新規口座開設者（個人・法人）を対象に、年間550円の「紙通帳利用手数料」を新設。
  - 外務大臣の林芳正が総理特使として4月5日までポーランドを訪問[468]。2日、林外相はワルシャワでウクライナ外務大臣のドミトロ・クレーバと会談[469]。4日、林外相はポーランド外務大臣のズビグニェフ・ラウと会談[470]。5日、林外相及びウクライナからの避難民20人などを載せた政府専用機が東京国際空港（羽田空港）に到着[471]。
  - 日本政府は、北朝鮮の核その他の大量破壊兵器及び弾道ミサイル関連計画等に関与するとされる4団体・9個人の資産凍結を実施[472][473]。
  - リフィル処方箋制度導入[474]。
  - 日本ユニシスが社名を「BIPROGY」に変更[475]。
  - みちのく銀行と青森銀行が経営統合、金融持株会社「プロクレアホールディングス」を設立[476]。
  - 宮城県で県の上水道事業などの民間運営が開始[477][478][479]。
  - 東京都江戸東京博物館が経年劣化による大規模改修を理由に休館。2025年度までの予定[480]。
  - 東急電鉄は、全国で初めて運行する全路線の電力の全量を実質的に再生可能エネルギー由来とした[481]。
  - 富士急行が自社鉄道路線（富士急行線）を分社化。新会社「富士山麓電気鉄道」による運営となる[482]。
  - 新和田トンネル有料道路が無料開放[483][484]。
  - 青果物卸売業の長野県連合青果と長印が合併して「R&Cながの青果」が発足、県内企業売上高有数に[485]。
  - 大阪府立大学と大阪市立大学が統合して誕生した「大阪公立大学」が開学[486]。
  - 私立大学の徳山大学が公立化され、名称が「周南公立大学」と変更され開学[487][488]。
  - 私立大学「令和健康科学大学」開学[489]。
  - ソフトバンク株式会社の子会社ウィルコム沖縄がソフトバンクに吸収合併される形で解散。これにより「ウィルコム」の名称が名実共に消滅するほか、前身のアステル沖縄から続いてきた沖縄の地域通信事業会社の1社が消滅。沖縄でのY!mobile事業は合併したソフトバンク本体が継続して提供[490]。
- 4月2日
  - 「表現の不自由展東京2022」が東京都国立市で開催。5日まで[491]。
  - 諏訪大社御柱祭（令和四壬寅年諏訪大社式年造営御柱大祭）上社山出し開幕。COVID-19対策として1200年の歴史で初めて氏子の人力による曳行を断念し、トレーラーで運搬[492][493][494]。
- 4月3日 - 6年に1度（数えで7年に1度、コロナ禍で1年延期）開催される善光寺の御開帳が行われる。6月29日まで88日間[495][496]。
- 4月4日
  - 東京証券取引所の株式市場をこれまでの「1部」「2部」「JASDAQ」「マザーズ」から「プライム」「スタンダード」「グロース」に再編[497][498]。
  - ウクライナ政府や米欧宇の報道によって、キーウ（キエフ）近郊で民間人が多数殺害されるなど残虐な行為が繰り広げられていたことが明らかになったことについて、内閣総理大臣の岸田文雄は「人道上問題となる国際法違反の行為だ。厳しく非難していかなければならない」と表明し、ロシアの責任と断定づけた[499][500]。また、外務省は同様の件で外務大臣談話を発表[501]。一方で、ロシア国防省は軍の残虐行為を否定[502]。
- 4月5日
  - ロシアへの贅沢品（英語版）の輸出を禁止する改正政令施行[503]。
  - 東京ディズニーリゾート・トイ・ストーリーホテル開業。国内のディズニーホテルでは5つ目[504]。
  - 平昌オリンピックのスピードスケート競技で日本代表女子選手初の2冠を達成した髙木菜那が引退を表明[505]。
- 4月8日
  - 甲府地方検察庁は昨年10月に山梨県甲府市で発生した放火殺人事件でこの日起訴された19歳の被告の氏名を公表。改正少年法の施行に伴う特定少年（18、19歳）の氏名の公表は初。氏名の報道は報道機関各社の判断に委ねられる[506]。
  - 外務省は、在日ロシア連邦大使館の外交官及び駐日ロシア連邦通商代表部職員計8人の国外退去を要請[507]。
  - 山口県阿武郡阿武町で、町が1世帯10万円の臨時特別給付金を町内の463世帯にそれぞれ振り込んだ際に、事務手続き上のミスで対象の1世帯に4630万円を二重振込みした問題が発生[508][509]。5月18日、誤入金と知りながら一部を決済代行業者の口座に移したとして、振込みを受けた24歳の人物を電子計算機使用詐欺容疑で逮捕[510]。
  - 参議院本会議で「博物館法の一部を改正する法律案」が可決・成立[511]。
- 4月9日 - 悠仁親王が筑波大学附属高等学校に入学[512]。
- 4月10日
  - プロ野球・千葉ロッテマリーンズの佐々木朗希投手がZOZOマリンスタジアムでの対オリックス戦で完全試合を達成。日本プロ野球における完全試合は史上16回目（16人目）で、1994年5月18日に槙原寛己（巨人）が達成して以来約28年ぶり[513]。
  - 任期満了に伴う京都府知事選挙を執行。現職の西脇隆俊（無所属、自由民主党・立憲民主党・公明党・国民民主党推薦）が新人候補を退けて再選。投票率は37.58%[514][515]。
- 4月11日 - OTTサービスのTVerでテレビ朝日系列、TBSテレビ系列（TBS系リアルタイム配信）、テレビ東京系列（テレ東系リアルタイム配信）、フジテレビ系列のプライムタイムを中心とした番組同時配信サービスを開始[注 7][516][517][518][519]。
- 4月12日
  - 黒川紀章の代表作の1つである「中銀カプセルタワービル」の解体工事が開始[520]。同年10月、解体完了[521]。
  - 日本政府は、ロシア連邦関係者（398個人・28団体）に対し、資産凍結等の措置等を実施すると発表。また、ロシア連邦からの一部物品の輸入の禁止措置も発表[522]。
- 4月13日 - 三越徳島が徳島駅前再開発ビルアミコビル（そごう徳島店跡）に入店する形で開店。徳島県内に百貨店が復活[523]。
- 4月15日
  - 宮崎カーフェリーの宮崎と神戸を結ぶ新造船「フェリーたかちほ」が就航[524]。
  - れいわ新選組代表で衆議院議員の山本太郎が衆議院議長に議員辞職願を提出し、7月執行予定の参議院選挙で地方選挙区からの出馬を発表[525]。19日の衆議院本会議で辞職を許可[526]。27日、比例東京ブロックの同党名簿で次点だった櫛渕万里の繰り上げ当選が決定[527]。
  - 参議院比例区選出の宮本周司議員の参議院石川県選挙区補欠選挙立候補による自動失職に伴い、自由民主党の比例名簿の次点で元衆議院議員の中田宏が繰り上げ当選[528]。
- 4月16日 - 新東名高速道路の伊勢原大山IC-新秦野IC間が開通[529][530]。
- 4月17日 - 練馬区長選挙を執行。現職の前川燿男（無所属、自由民主党・公明党・国民民主党・都民ファーストの会推薦）が新人候補との一騎打ちを制して3選。投票率は31.95%[531][532]。
- 4月19日
  - 午前2時40分ころ、福岡県北九州市小倉北区の「旦過市場」から火災が発生。北九州市消防局から消防車両27台が出動したが40店舗以上を消失し約5時間後に鎮火した。この火災によるけが人は出なかった[533]。
  - 世界最高齢であった福岡県在住の田中カ子が119歳107日で死去（世界記録で長寿歴代2位）[534]。国内最高齢は大阪府在住で現在115歳の巽フサとなった[535]。
- 4月21日
  - 内閣総理大臣の岸田文雄は、靖国神社に「内閣総理大臣　岸田文雄」の名で真榊を奉納。厚生労働大臣の後藤茂之も真榊を奉納した[536]。
  - 「立皇嗣の礼」の関連行事で、秋篠宮文仁親王（皇嗣）と文仁親王妃紀子（皇嗣妃）が伊勢神宮を行啓[537][538]。COVID-19対策の一環として、東京都から車で移動する異例の形となった[539]。
- 4月22日
  - 熊本市の熊本城ホールで第4回アジア・太平洋水サミット開催。翌23日まで[540][541]。
  - エックスゲームズが国内で初めて千葉市の千葉マリンスタジアム（ZOZOマリンスタジアム）で開催。24日までの3日間[542][543]。
  - 東京都中央区日本橋でビル10階から金属製の部品が歩道に落下し、通行人の男性の頭に当たり軽いケガ[544][545]。
- 4月23日
  - 弘前さくらまつり開催。5月5日まで[546][547]。
  - 北海道斜里町のカシュニの滝付近の沖を航行していた遊覧船「KAZU Ⅰ（カズ ワン）」が消息を絶ち、乗員・乗客26人の安否が不明となる海難事故が発生。28日までに14人が救助されたが、全員が死亡。依然12人が安否不明。29日にはカシュニの滝付近の水深約120メートルの海底で船体が発見された[548][549][550][551][552]。
  - 午後、愛知県蒲郡市の複合リゾート施設「ラグーナテンボス」で行われていたショーの最中に水上バイクが客席に突っ込み、観客2人がケガを負う事故が発生。その後の調べでショーの演者5人がショーが開始された昨年10月から約4か月間無免許の状態だったことが判明。同施設は国土交通省令で定められた例外的に免許なしでの操縦が認められる水域の対象外だった[553]。
  - 福岡県福岡市博多区にショッピングセンター「ららぽーと福岡」が開業[554]。
- 4月24日
  - 国会議員の前期補欠選挙。参議院石川県選挙区補欠選挙を執行。比例区選出の前議員の宮本周司（自由民主党、公明党推薦）が当選。投票率は29.93%[555][556]。
    - 参議院神奈川県選挙区は実施要件を満たしていないため選挙を執行せず、欠員2のまま。
    - 4月15日に改正国会法などが成立したことに伴い、この選挙の当選者から調査研究広報滞在費（旧文書通信交通滞在費）の日割り支給が適用される[557]。

  - 任期満了に伴う泉南市長選挙が執行され、新人で前市議の山本優真（大阪維新の会）が新人候補との一騎打ちを制して初当選。山本は平成生まれで初の市長で、現職市長では全国で最年少となった[558]。
- 4月25日
  - NHK受信料を支払わない国民を守る党が、党名を「NHK党」に変更したと発表[559][560]。
  - 厚生労働省は、現状海外12カ国で報告されている原因不明の急性肝炎の入院症例が国内で報告されたと発表[561][562]。
- 4月26日
  - デジタル庁初代デジタル監の石倉洋子が退任。同日、浅沼尚が第2代デジタル監に就任した[563][564]。
  - 内閣総理大臣の岸田文雄が、ウクライナ大統領のウォロディミル・ゼレンスキーと電話会談。ウクライナ政府からの要請を踏まえ、岸田は財政支援の3億USドルへの増額、防護マスクや小型ドローン等の自衛隊の装備品等の提供、食料品や医薬品などの物資の提供を表明。ゼレンスキーは、これまでの日本の貢献に対して深い感謝の意を示した[565][566]。
  - 秋篠宮皇嗣・皇嗣妃は武蔵陵墓地を訪れ武蔵野陵（昭和天皇陵）などに参拝。その後天皇・皇后に「立皇嗣の礼」に関係する全ての行事を終了したことを報告[567]。
  - 上皇・上皇后夫妻が高輪皇族邸から仙洞御所（赤坂御用地内）に引っ越して入居[568]。
- 4月28日
  - 海上自衛隊の護衛艦「もがみ」が就役[569]。
  - 内閣総理大臣の岸田文雄が、訪日中であるドイツ連邦共和国首相のオラフ・ショルツと首脳会談[570][571][572]。
- 4月30日 - 三井住友銀行でシステム障害が発生。翌5月1日に全面復旧[573]。

### 5月
- 5月1日 - ヤマダホールディングスの完全子会社ヤマダデンキが同HDの完全子会社である大塚家具を吸収合併。「大塚家具」のブランドや現存する店舗の営業は存続[574][575]。
- 5月4日
  - ロシア外務省は、日本政府によるロシアへの制裁措置への報復として、岸田文雄内閣総理大臣、細田博之衆議院議長、渡邉恒雄読売新聞社主筆など日本の政府要人、政界・財界・学者・マスメディア関係者ら63人にロシアへの入国を恒久的に禁止する措置を決定したと発表[576][577]。
  - 内閣総理大臣の岸田文雄が、バチカン市国で教皇のフランシスコに謁見し、国務長官のピエトロ・パロリンと首脳会談[578]。また、イタリア共和国首相のマリオ・ドラギと首脳会談[579][580]。
- 5月8日 - 東京都千代田区神田神保町の三省堂書店神保町本店が建物の建て替えのため一時閉店。6月1日から、神田小川町の仮店舗で営業を開始[581][582]。
- 5月9日
  - いすゞ自動車が本社を東京都品川区南大井から神奈川県横浜市のみなとみらい地区にある横濱ゲートタワーに移転し、業務開始[583][584][585][586]。
  - 日本製鋼所は子会社が遅くとも1998年から火力発電のタービンに使われる部品の検査データを書き換え、取り引き先と契約した品質基準を満たしているように見せかける不正を公表[587]。
- 5月11日
  - 参議院本会議で、経済施策を一体的に講ずることによる安全保障の確保の推進に関する法律（経済安保推進法）案が可決され、成立[588]。
  - 参議院本会議で、教育公務員特例法と教育職員免許法の改正案が可決され、成立。7月に教員免許更新制が廃止[589][590]。
  - 参議院本会議で、外来種のアカミミガメとアメリカザリガニについて、家庭のペットとしてなら飼育などを例外的に認める規定を盛り込んだ特定外来生物による生態系等に係る被害の防止に関する法律（外来生物法）改正案が可決され、成立[591]。
  - 人気コメディアンのダチョウ倶楽部・上島竜兵が急死。享年61[592]。
  - 博報堂子会社の博報堂プロダクツ名義で正規の取引を装い、10億円分の商品券を発注して騙し取ったとして元社員の男を逮捕[593]。
- 5月12日 - 全日本ろうあ連盟は、ブラジルのカシアス・ド・スルで開催されている第24回夏季デフリンピック競技大会（カシアス・ド・スルデフリンピック）の日本代表選手団149人のうちCOVID-19の陽性者が10日までに11人となった事態を受けて、11日以降の全競技の試合を全て出場辞退すると発表[594][595]。
- 5月13日
  - 改正道路交通法施行[596]。
    - トラックドライバー不足と高齢化に配慮し、大型自動車と中型自動車免許の取得可能年齢を引き下げ。大型免許は「21歳以上で普通または準中型免許保有歴3年以上」、中型免許が「20歳以上で普通または準中型免許の保有歴2年以上」を、いずれも「19歳以上で普通または準中型免許の保有歴1年以上」に受験資格を緩和[597]。ただし特例教習を36時限以上（座学7時限以上、技能29時限以上）受講する事が条件[598]。
    - 運転技能に不安を抱える高齢運転者向けに、安全運転サポート車（サポカー）限定の免許が新設。対象車両は、保安基準を満たした自動ブレーキ機能が備わっているものなど。免許証の条件欄には「普通車はサポートカーに限る」と記載される[599]。
    - 運転技能検査が新設。運転免許証更新の際に75歳以上で、一定の違反歴のある者は、高齢者講習と認知機能検査に加え、運転技能検査の受検が必要となる。有効期間中に合格しなければ、免許証の更新ができなくなる[600]。
    - 自動車の積載物の大きさや積載方法の制限が緩和[601][602]。

  - 外務省は、モルドバの主権と領土一体性を一貫して支持すると表明し、モルドバへの連帯を示すことの意義やモルドバ政府からの要請等を踏まえた総合的な判断の結果として、モルドバの首都の呼称をロシア語による読み方に基づく「キシニョフ」からモルドバで公的に使用されているルーマニア語による読み方に基づく「キシナウ」に変更すると発表。首都以外の地名についても、ルーマニア語による読み方に基づく呼称に変更される[603]。
  - 参議院本会議で、医薬品やワクチンの「緊急承認」制度を創設する医薬品、医療機器等の品質、有効性及び安全性の確保等に関する法律（医薬品医療機器法、薬機法）改正案が可決され、成立。5月中に施行[604][605][606]。
- 5月14日 - 山梨県南都留郡道志村の山中で発見されたヒトの肩甲骨について、山梨県警察はDNA鑑定の結果、2019年9月に同村内で行方不明となった、当時7歳で小学1年生の女子児童のものと断定。女子児童は死亡したと判断した[607]。
- 5月15日
  - 沖縄復帰50周年記念式典が沖縄県宜野湾市の沖縄コンベンションセンターと東京都のグランドプリンスホテル新高輪で同時開催[608][609]。
  - Youtuberの「柚葉」がゆっくり茶番劇の登録商標を取得したことを発表し、ゆっくり茶番劇商標登録問題に発展。同年6月8日に商標が抹消された[610]。
- 5月19日 - 映画の内容を10分程度にまとめた「ファスト映画」をYouTubeなどの動画投稿サイトに不正にアップロードしたとして、東宝や東映、日本テレビなど13社が既に有罪判決が確定している男女3人に対し、合わせて5億円の損害賠償を求める訴訟を東京地方裁判所に起こした[611][612]。
- 5月20日 - 財務省総括審議官の小野平八郎が桜新町駅で暴行の容疑で現行犯逮捕[613]。
- 5月22日 - アメリカ合衆国第46代大統領のジョー・バイデンが大統領専用機で就任後初の来日[614][615][616]。23日、天皇の徳仁と会見[617][618]、内閣総理大臣の岸田文雄と会談[619][620][621]、北朝鮮拉致被害者家族と面会[622][623]。24日、岸田ら3か国の首脳とともに東京都で開催された日米豪印戦略対話（QUAD、日米豪印首脳会合）に出席[624][625]、離日。
- 5月23日 - 任期満了に伴う中野区長選挙が執行され、現職の酒井直人（無所属）が新人候補を破り再選。投票率は33.72％[626][627]。
- 5月25日 - 最高裁判所大法廷は、最高裁判所裁判官国民審査で在外日本人の投票を認めていない最高裁判所裁判官国民審査法の規定は憲法違反として、国に賠償を命じる判決[628]。
- 5月28日 - ハーグ事件の共謀共同正犯として懲役20年の判決を受け、東日本成人矯正医療センターで服役中の日本赤軍の元最高幹部重信房子が刑期満了により出所[629][630]。
- 5月29日 - 任期満了に伴う新潟県知事選挙を執行[631]。現職の花角英世（無所属、自由民主党・公明党・国民民主党支持）が新人候補を退けて再選。投票率は49.64%。

### 6月
- 6月1日
  - 改正動物愛護管理法施行。ブリーダーやペットショップ等で販売されるイヌやネコについて、マイクロチップの装着が義務化[632]。
  - ウエルシアホールディングスが、株式会社コクミンと株式会社フレンチを株式取得により連結子会社化[633]。
  - あきた芸術劇場ミルハス開館。
- 6月2日〜6月3日 - 群馬県と埼玉県内で大規模な降雹が発生[634][635]。埼玉県内では15市7町が被害を受け、県は14日に農作物等の被害金額は約38億4867万円に上ると推計した[636]。
- 6月2日 - 新型コロナウイルス対策の国の持続化給付金を騙し取ったとして東京国税局職員ら7人を逮捕[637]。
- 6月5日 - 防衛省は、朝鮮民主主義人民共和国（北朝鮮）が、午前9時台に複数の地点から弾道ミサイルを少なくとも6発発射したと発表。いずれも落下したのは同国東側の沿岸付近及び日本海（東海）で、日本の排他的経済水域（EEZ）外[638]。10日、防衛大臣の岸信夫は発射数を8発に修正[639][640]。
- 6月8日 - ロンドン外国為替市場で円を売ってドルを買う動きが加速したことにより、円相場が一時1ドル134円台まで値下がりし、2002年2月以来約20年ぶりに円安ドル高水準を更新[641]。
- 6月9日
  - 衆議院本会議で、週刊誌のスキャンダル報道等を受けて提出された衆議院議長細田博之君不信任決議案が、野党の立憲民主党と日本共産党などの賛成、与党の自由民主党と公明党などの反対により賛成少数で否決[642]。また、物価高騰等を理由とする岸田内閣不信任決議案が、立憲民主党と日本共産党などの賛成、自由民主党と公明党のほか、野党の日本維新の会や国民民主党などの反対により賛成少数で否決[643]。
  - あきんどスシローが2021年9月から12月、店舗にウニやカニの寿司の在庫がなく、提供できないと分かっていながらテレビCMやインターネット上で広告したなどとして、消費者庁が景品表示法違反（おとり広告）で再発防止を求める措置命令[644]。
  - 国際連合安全保障理事会の非常任理事国が改選され、アジア太平洋グループで日本が193カ国のうち184票を獲得して12回目の当選。任期は2023年1月1日から2年間[645][646]。
- 6月10日
  - 観光目的の短期間の滞在など外国人の入国制限が緩和。外国人観光客の受け入れ再開はおよそ2年ぶり[647][648][649]。
  - 自由民主党所属の吉川赳衆院議員が18歳の女子学生と飲酒したなどの週刊誌報道を受けて離党。比例代表選出ながら議員辞職の意向なし[650]。
- 6月13日 - 参議院本会議で、刑法等の一部を改正する法律が賛成多数で可決、成立。 懲役と禁錮を廃止し、拘禁刑を創設。侮辱罪の法定刑を「拘留又は科料」から「1年以下の懲役若しくは禁錮若しくは30万円以下の罰金又は拘留若しくは科料」に引き上げなど[651]。同年7月7日施行[652]。
- 6月15日
  - 第208回国会会期末。
  - 参議院本会議で、こども家庭庁設置法と、こども家庭庁設置法の施行に伴う関係法律の整備に関する法律が賛成多数で可決、成立。一部の規定を除き、来年4月1日施行[653][654]。
  - 2016年参院選の比例区で民進党から当選し、その後無所属で活動していた参議院議員の藤末健三の辞職が参議院本会議で許可[655]。自由民主党は藤末を今年の参院選候補候補として発表[656]。24日、参議院比例選挙会は、民進党の比例名簿に基づいて田城郁の繰り上げ当選を決定[657]。
- 6月16日
  - マイクロソフトのウェブブラウザ「Internet Explorer」（現行バージョンは11）のサポートが終了[658][659]。
  - グルメサイト「食べログ」を運営するカカクコムに3840万円の損害賠償命令。私的独占の禁止及び公正取引の確保に関する法律（独占禁止法）の「優越的地位の乱用」を悪用して不当に特定の店舗の評価点を下げたため。原告は韓国料理チェーン店「KollaBo（コラボ）」を展開する「韓流村」[660]。
- 6月18日 - 東京都千代田区の丸の内オアゾで、小学6年の男児が6階の吹き抜け部分から3階に転落して死亡[661]。
- 6月19日
  - 午後3時8分ごろ、石川県珠洲市で最大震度6弱の地震が発生（能登群発地震#2022年6月の地震）。震源は能登地方で、深さは約13km。珠洲市飯田町春日神社の鳥居が倒壊するなどの被害があった[662][663]。総務省消防庁は、27日時点で軽傷7人（珠洲市6人・能登町1人）と発表[664]。
  - 令和国民会議（令和臨調）が発足[665]。
  - 任期満了に伴う杉並区長選挙が執行され、翌20日の開票の結果、公共政策研究者で新人の岸本聡子（無所属、立憲民主党・日本共産党・れいわ新選組・社会民主党推薦）が現職の田中良ら2候補を破り初当選。投票率は37.52%[666][667]。
  - 「ビックロ ユニクロ新宿東口店」が閉店。ビックカメラは同店舗で営業を継続[668]。
- 6月22日 - 第26回参議院議員通常選挙公示。選挙区367人、比例区178人の計545人が立候補を届け出[669][670]。
- 6月23日
  - AV出演被害防止・救済法施行[671]。
  - 兵庫県尼崎市は、全市民（46万517人分）の住民基本台帳の情報などの個人情報が保存されたUSBフラッシュドライブ（USBメモリー）を紛失したと発表[672]。24日、発見されたと公表[673]。
- 6月25日 - 群馬県伊勢崎市で気温が40.2度を観測。6月に気温が40度超は観測史上初[674]。
- 6月26日 - ドイツのエルマウ城で第48回先進国首脳会議。28日まで[675]。
- 6月29日
  - 内閣総理大臣の岸田文雄が、北大西洋条約機構（NATO）首脳会合に出席。NATO側から招待を受けたもので、日本の総理大臣の出席は史上初[676]。
  - 日米韓首脳会談[677]。
  - 福島第一原子力発電所の事故後に導入された日本産食品への放射性物質輸入規制を撤廃する関連法令が、英国議会とウェールズ議会で成立し、発効。25日には、スコットランド議会でも同様の関連法令が成立・発効していた[678]。
- 6月30日
  - 東京オリンピック・パラリンピック競技大会組織委員会解散[679]。翌7月1日、自由民主党党紀委員会が、組織委員会会長だった橋本聖子参院議員の復党を了承[680]。
  - 楽天モバイルの利用料金が見直し。大きな話題になった「1GB以下無料」が廃止され、翌7月1日から3GB以下1078円（税込）が最低料金となる（ただし10月31日まではポイント還元により1GB以下は実質無料）。

### 7月
- 7月1日
  - 第35代防衛事務次官に前防衛装備庁長官の鈴木敦夫が就任[681]。防衛装備庁長官には土本英樹が就任[682]。
  - 群馬県桐生市（40.4度）・伊勢崎市（40.3度）、山梨県甲州市（40.2度）、埼玉県鳩山町（40.1度）・熊谷市（40.0度）、岐阜県多治見市（40.0度）の計6地点で40度超を観測。40度以上の地点数は1日としては過去最多[683][684]。
  - サントリーホールディングス傘下のサントリーBWS・サントリービール・サントリーワインインターナショナル・サントリー酒類・サントリースピリッツの5社が合併し、新会社「サントリー」を設立。サントリーの社名が13年ぶりに復活[685][686]。
  - LINE Payがユーザースキャン方式のQRコードをPayPayのものに統一（日本国内のみ）。店舗スキャン方式は存続するが、総務省の統一QRコード「JPQR」でのLINE Pay決済ができなくなった[687]。
  - コナミホールディングスが社名を「コナミグループ」に変更[688]。
  - 東海旅客鉄道（JR東海）は、同社初となるハイブリッド気動車HC85系を高山本線の「ひだ」で運行開始。従来運行してきたキハ85系は順次廃車になる見込み。
  - 環境と調和のとれた食料システムの確立のための環境負荷低減事業活動の促進等に関する法律（みどりの食料システム法）施行[689]。
  - 2020年に国内第4の事業者として参入した楽天モバイルが通信容量1GBプランを廃止し、契約者数が初の減少[690]。
- 7月2日
  - 徳島県立博物館と福井県立恐竜博物館のチームが、イグアノドン類の尾椎と歯の恐竜化石が発見されたと発表。日本最古級[691][692]。
  - KDDIは、午前1時35分からauの携帯電話などで、音声通話とデータ通信が利用しづらい状況が全国で発生したと発表。原因はVoLTE交換機でのトラヒックの輻輳[693][694]。5日、KDDIは、4日午後3時に音声通話とデータ通信の利用に問題ないことを確認したとし、同日最終確認を行ったと報告[695]。
- 7月3日 - 東京都では統計史上初となる9日連続で猛暑日を記録[696]。
- 7月6日 - 沖縄県名護市安和の沖合で男性の遺体が発見され、翌7日に名護海上保安署は人気漫画『遊☆戯☆王』の作者である高橋和希だと明らかにした。享年60[697][698]。

- 7月7日

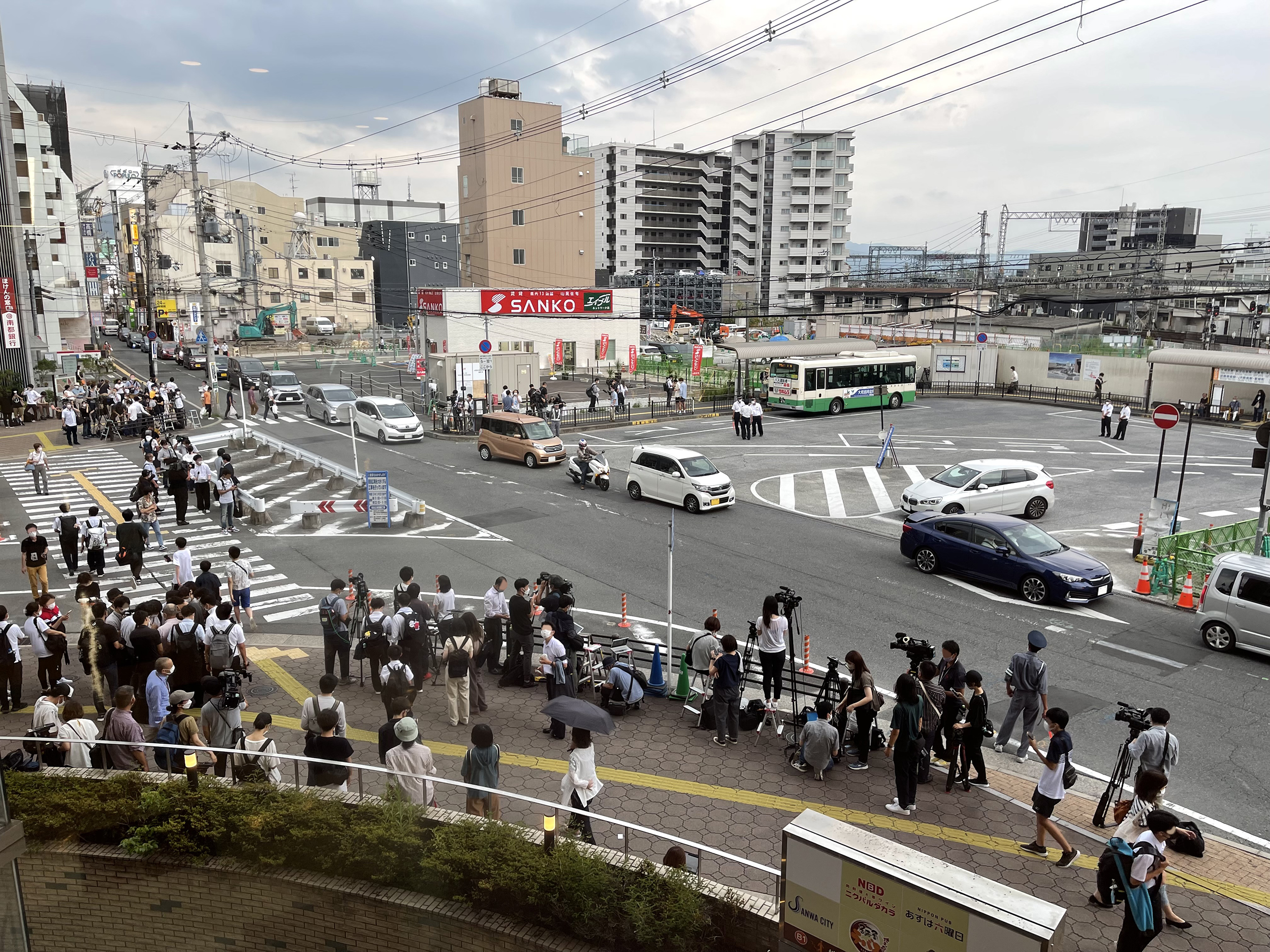
犯行現場となった大和西大寺駅北口（7月8日撮影）

  - 宮城県仙台市太白区の路上で登校中の女子中学生2人が包丁で切り付けられ、それぞれ重軽傷。無職の男が逮捕され、「刑務所に入るため」という動機を述べた[699]。
  - インターネット上の誹謗中傷対策で侮辱罪の法定刑を引き上げ、厳罰化する改正刑法が施行。2020年にプロレスラーの木村花が自殺した事件がきっかけの1つとなった[700]。
- 7月8日 - 奈良県奈良市の近鉄（近畿日本鉄道）大和西大寺駅付近で、第90・96・97・98代内閣総理大臣の安倍晋三が、第26回参議院議員通常選挙に奈良県選挙区から出馬している自由民主党公認候補の応援演説中に背後から銃撃を受けた。狙撃した人物は殺人未遂罪で奈良県警察に現行犯逮捕された。安倍は心肺停止の状態で奈良県立医科大学附属病院に搬送され、午後5時3分に死亡した。享年67。内閣総理大臣の岸田文雄は、「民主主義の根幹たる選挙が行われている中、安倍晋三氏の命を奪った卑劣な行為は、断じて許されるものではなく、最も強い言葉で非難します」とし、安倍の業績などを語った上で、「突然の訃報に接し、悲しみの念を禁じ得ません。ここに、国民の皆様とともに、心から哀悼の意を表し、ご冥福をお祈り申し上げます」とする談話を発表[701][702][703][704][705][706]。
- 7月10日
  - 第26回参議院議員通常選挙[670]。
    - 11日、改選124議席と非改選欠員補充の1議席を合わせた125議席が確定。与党の自由民主党が63議席（改選単独過半数）、公明党は13議席。憲法改正に前向きな日本維新の会の12議席と国民民主党5議席で計93議席を獲得し、改憲発議の条件となる3分の2（166議席）を維持。立憲民主党は17議席。日本共産党は4議席。れいわ新選組は3議席。NHK党は1議席。社民党は1議席。政治団体の参政党は1議席を獲得し、2%以上の得票を得たため、政党要件を満たした。無所属が5議席[707][708]。
    - 女性の当選者数は過去最多の35人[709]。
    - 神奈川県選挙区では、前回選挙で選出された議員の補欠選挙との合併選挙となった。得票数順に三原じゅん子（自由民主党）、松沢成文（日本維新の会）、三浦信祐（公明党）、浅尾慶一郎（自由民主党）の4人の任期が第28回参議院議員通常選挙までの6年、得票数5位の水野素子（立憲民主党）が補欠当選扱いで任期が次回選挙までの3年となる[710]。
    - 11日、総務省は、全国の投票率について、選挙区が52.05％、比例代表が52.04％だったと発表[711]。

  - 滋賀県知事選挙が投開票され、現職の三日月大造（無所属）が3選[712][713]。
  - ドイツ連邦共和国外務大臣のアンナレーナ・ベアボックが訪日。長崎県にある長崎原爆資料館と国立長崎原爆死没者追悼平和祈念館を訪問[714]。11日、日独外相会談[715]。
- 7月11日
  - アメリカ合衆国国務長官のアントニー・ブリンケンが来日し、内閣総理大臣の岸田文雄と面会[716]。
  - 政府は、8日に死去した元内閣総理大臣の安倍晋三を従一位に叙し、大勲位菊花章頸飾と菊花大綬章を授与する旨の決定を行ったと発表[717]。
- 7月12日
  - 日豪首脳電話会談。オーストラリア首相のアンソニー・アルバニージから安倍晋三元首相に対する哀悼の意が述べられ、安倍元首相の自由で開かれたインド太平洋や地域の安全保障への揺るぎないコミットメントを記憶するために、シドニー、アデレード、メルボルンなど国内で日本の国旗をイメージした独自のライトアップを行っている旨の発言があった。岸田文雄首相は謝意を述べた上で、両国関係の一層の強化のために邁進していきたい旨を述べた[718]。
  - 日仏首脳電話会談[719]。
- 7月13日
  - 東京地方裁判所は、株主代表訴訟の判決で、福島第一原子力発電所事故を巡り、当時の東京電力ホールディングスの元会長ら4人の過失を認め、13兆3210億円の賠償を命じた[720][721]。
  - 日加首脳電話会談[722]。
  - 日英首脳電話会談[723]。
- 7月14日 - 外国為替市場の円相場が一時1ドル＝139円台まで下落。24年ぶりに安値を更新[724][725]。
- 7月15日
  - 厚生労働省のデータによると、新型コロナウイルス感染症（COVID-19）の検査陽性者数が、午前0時の発表で1,000万人を超えた[726]。
  - 参政党は、記者会見で党代表に元衆議院議員の松田学、副代表兼事務局長に神谷宗幣の就任を発表[727][728]。
  - ロシア外務省は、ロシア連邦議会下院（国家院）議員らへの個人制裁への対抗措置として、衆議院議員384人を入国禁止とした[729][730]。
- 7月16日
  - 石川県立図書館がリニューアルオープン[731]。
- 7月18日 - 2025年日本国際博覧会開幕まで1000日。2025年日本国際博覧会協会は公式キャラクター名を「ミャクミャク（MYAKU-MYAKU）」に決定したと発表[732]。
- 7月19日
  - 農林水産省は、山梨県峡東地域と滋賀県琵琶湖地域が国際連合食糧農業機関（FAO）によって新たに世界重要農業遺産システムに認定されたと発表[733]。FAOは現地時間18日に2件を認定したと発表[734]。
  - フィギュアスケート選手の羽生結弦が競技から退き、プロのアスリートへ転向すると記者会見で表明[735]。
- 7月22日 - 2022年世界陸上競技選手権大会（オレゴン州・ユージーン）で、北口榛花（日本航空）がやり投で銅メダルを獲得。女子投擲競技で日本代表選手初の表彰台[736]。
- 7月23日 - 厚生労働省のデータによると、1日あたりの新型コロナウイルス感染症（COVID-19）の新規検査陽性者数が初めて20万人を上回った[737][738]。
- 7月24日 - 午後8時5分頃に桜島南岳で噴火が発生[739]。気象庁は、噴火警戒レベルを5の「避難」を発表。火口から概ね3km以内の居住地域（鹿児島市有村町及び古里町の一部）で、大きな噴石に厳重な警戒（避難等の対応）を呼びかけた[740]。
- 7月25日
  - 2016年選出の参議院議員の任期満了。26日から、農林水産大臣の金子原二郎と国家公安委員会委員長の二之湯智は民間人閣僚の立場で国務大臣の任務に当たる[741][742]。
  - 厚生労働省の第150回 疾病・障害認定審査会 感染症・予防接種審査分科会は、COVID-19ワクチン接種後に死亡した、接種当時91歳の女性の死亡一時金と葬祭料の請求を認めた。予防接種健康被害救済制度に基づき認定されたのは初[743][744]。
  - 厚生労働省などは、ヨーロッパに渡航歴がある男性1人がサル痘[注 8]の検査で陽性を示したと発表。国内1例目のサル痘患者[746][747]。
- 7月26日
  - 外務大臣の林芳正が、各国の外相と共に「ミャンマーにおける民主化活動家及び反体制派指導者への死刑執行に関する共同声明」を発出[748]。
  - 秋葉原通り魔事件（2008年6月8日発生）で死刑判決が確定していた死刑囚・加藤智大に対する死刑を東京拘置所で執行[749]。古川禎久法務大臣の執行命令（22日付）によるもの[749]。加藤は第2次再審請求中だった[750][751]。
- 7月27日
  - 日・インドネシア首脳会談。インドネシア大統領のジョコ・ウィドドが日本産食品に対する輸入規制を全て撤廃したと表明[752]。
  - 経済産業大臣の萩生田光一が、GX（グリーントランスフォーメーション）実行推進担当大臣を兼務[753]。
- 7月28日 - 令和4年度全国高等学校総合体育大会が平成10年度大会以来24年ぶりに四国で開催。期間は8月23日まで。
- 7月29日 - フジロックフェスティバルが苗場スキー場で開催。31日まで[754]。
- 7月30日
  - 国際芸術祭「あいち2022」が開幕。10月10日まで。
  - 日本維新の会は、臨時党大会を開催し、党代表職の辞意を表明していた大阪市長の松井一郎の辞任を承認。初の党代表選挙の実施を決定[755]。

### 8月
- 8月1日 - 午前11時40分頃、大阪市生野区の生野コリアタウンで、車両の通行が禁止されている時間帯に1歳の女児がひき逃げされ、死亡する事故が発生[756]。大阪府警は乗用車を運転していた韓国籍の男をひき逃げなどの疑いで逮捕[757][758]。事故を受けて9月22日以降、車両通行禁止の時間帯が9時から18時までに拡大された[759]。
- 8月2日 - 内閣総理大臣の岸田文雄が、第10回核兵器不拡散条約（NPT）運用検討会議に出席。同会議への日本の首相の出席は初[760]。岸田は国際連合事務総長のアントニオ・グテーレスと会談[761]。
- 8月3日
  - 第209回国会（臨時会）召集。会期は5日までの3日間。
    - 第33代参議院議長に尾辻秀久（自由民主党）、第33代参議院副議長に長浜博行（立憲民主党）を選出[762]。
- 8月4日
  - アメリカ合衆国下院議長のナンシー・ペロシ一行が訪日。翌5日まで[763]。
  - 第18回日本スカウトジャンボリー（ボーイスカウト日本連盟創立100周年記念大会）が東京都内の2会場を中央会場として、全国各地で初の分散開催。中央会場とサテライト会場での開催は10日まで[764][765]。
- 8月6日
  - 広島市原爆死没者慰霊式・平和祈念式。内閣総理大臣の岸田文雄や、国際連合事務総長のアントニオ・グテーレスなど国際機関・99か国・欧州連合の代表らが出席。式典後、岸田はグテーレスと会談[766][767]。
  - ROCK IN JAPAN FESTIVAL開幕。会場は昨年までの国営ひたち海浜公園から千葉市蘇我スポーツ公園に変更された。最終日（13日）は台風8号の影響で中止[768]。
  - 第104回全国高等学校野球選手権大会が阪神甲子園球場で開幕。
- 8月7日 - 任期満了に伴う長野県知事選挙が投開票され、現職の阿部守一（無所属）が4選[769]。投票率は40・94%[770]。
- 8月8日
  - 福井県敦賀市の研究用原子炉（新型転換炉）「ふげん」の廃炉作業完了時期が7年延期され、2040年度となることが明らかとなった[771]。
  - 北海道長万部町の飯生神社敷地の山林で水が噴出。高さ数十メートルの水柱が継続的に発生[772]。9月26日、噴出が止まったことが確認された[773]。
- 8月9日
  - 長崎原爆犠牲者慰霊平和祈念式典。内閣総理大臣の岸田文雄や、国際連合等の国際機関・83の国や地域・欧州連合（EU）の代表が出席[774]。
  - 徳島県警察は、今夏の参院選の公示前に市職員に特定候補への投票を依頼したとして、公職選挙法違反（公務員の地位利用、事前運動）の疑いで徳島県美馬市長の藤田元治を書類送検した[775]。10日、徳島区検は、公職選挙法違反（公務員の地位利用、事前運動）罪で略式起訴。徳島簡裁は罰金30万円の略式命令を出し、藤田は即日納付[776]。15日、美馬市議会は、臨時議会で、同日付で辞意を表明していた藤田の辞職に同意[777]。
  - 夕方、愛知県犬山市で、路上に停車中の乗用車から姉弟の遺体が発見された。同日深夜、自宅で母親の遺体も見つかった[778]。
- 8月10日
  - 午前の臨時閣議で第2次岸田内閣の閣僚の辞表を取り纏め[779][780]。午後に内閣改造を行い、第2次岸田改造内閣が発足[781]。初閣議で、内閣総理大臣臨時代理が指定された。第1順位に内閣官房長官の松野博一、第2順位に内閣府特命担当大臣（経済安全保障担当等）の高市早苗、第3順位に外務大臣の林芳正、第4順位に財務大臣の鈴木俊一、第5順位にデジタル大臣の河野太郎[782]。
  - 自由民主党臨時総務会で党役員人事が決定。副総裁に麻生太郎（留任）、幹事長に茂木敏充（留任）、総務会長に遠藤利明、政務調査会長に萩生田光一、選挙対策委員長に森山裕[783]。
- 8月11日 - 北海道宗谷地方北部で午前0時35分にM5.2、午前0時53分にM5.4の地震が発生。震源の深さはいずれも4kmで、中川町で5弱と5強の最大震度をそれぞれ観測した[784][785][786]。これにより、中川町で漏水・断水が複数発生したほか、北海道道541号問寒別佐久停車場線で通行止めとなった[787]。
- 8月12日 - 徳島市阿波おどりが開幕。3年ぶりに演舞場が設置され、本格開催となった。15日まで[788]。
- 8月13日
  - コミックマーケット100が東京ビッグサイトで開幕。翌14日まで。夏の開催はコロナ禍の影響により3年ぶり[789]。
  - 経済産業大臣の西村康稔が靖国神社を参拝。翌14日、中国外交部は談話を発表、日本国政府に厳正な申入れをしたと述べた[790][791]。
- 8月15日 - 東京都千代田区の日本武道館で全国戦没者追悼式[792][793]。
- 8月17日 - 東京地検特捜部は、東京オリンピック・パラリンピック組織委員会元理事の高橋治之が、大会のスポンサー契約をめぐってAOKIホールディングス前会長の青木拡憲などから計5100万円の賄賂を受け取ったとして、高橋を受託収賄容疑で、青木などAOKIの幹部3人を贈賄容疑でそれぞれ逮捕[794][795][796]。
- 8月21日
  - 内閣総理大臣の岸田文雄は、前日夜から微熱や咳などの症状があったため、内閣総理大臣公邸でCOVID-19のPCR検査を受け、午後に陽性と診断。予定していたアフリカ・中東の歴訪は中止[797]。27日からの第8回アフリカ開発会議（TICAD8）はオンラインで出席。31日、出邸[798]。
  - 任期満了に伴う和歌山市長選挙が執行され、現職の尾花正啓（無所属、自由民主党・公明党・立憲民主党・国民民主党）が3選[799]。
- 8月22日
  - 愛知県名古屋市北区の名古屋高速道路小牧線・豊山南インターチェンジ付近で、県営名古屋空港（小牧空港）から名古屋駅へ向かっていたあおい交通の空港連絡バスが横転し炎上。2人が死亡、7人が負傷[800]。
  - 第104回全国高等学校野球選手権大会の決勝が阪神甲子園球場で行われ、仙台育英（宮城）が初優勝。春夏の甲子園大会を通じて、東北勢が史上初の栄冠[801]。
- 8月23日 - 気象庁が、午後8時に海徳海山に噴火警報（周辺海域）を発表[802]。
- 8月24日 - 5月に発生した、愛知県豊田市の矢作川にある取水施設『明治用水頭首工』の大規模漏水の原因となった穴を塞ぐ応急工事が完了[803]。
- 8月26日 - 立憲民主党が両院議員総会を開催。新執行部体制が承認され、発足。幹事長に岡田克也、国会対策委員長に安住淳、政務調査会長に長妻昭、選挙対策委員長に大串博志。代表代行は逢坂誠二と西村智奈美[804][805]。
- 8月27日
  - 日本維新の会が、臨時党大会を開催。松井一郎代表の辞任に伴う代表選挙の投開票が実施され、馬場伸幸が当選。第3代代表に決定[806][807]。
  - チュニジアで第8回アフリカ開発会議（TICAD8）開催され[808][809][810]、外務大臣の林芳正が総理特使として出席[811]。
- 8月28日　- 任期満了に伴う香川県知事選挙が投開票され、元国土交通省道路局長で新人の池田豊人（無所属、自由民主党・公明党・立憲民主党・国民民主党推薦）が初当選。投票率は29・09%[812]。
- 8月30日
  - 2011年3月に発生した福島第一原子力発電所事故により避難指示が出されていた福島県双葉町の一部地域で避難指示が解除された[813]。
  - 警察庁長官の中村格が辞任[814]。後任の第30代長官に露木康浩が就任[815]。
- 8月31日
  - 参議院院内会派の碧水会が解散[816]。翌9月1日、代表だった嘉田由紀子は参議院院内会派の国民民主党・新緑風会に加入[817][818]。
  - 東京・青海（臨海副都心）の複合施設「パレットタウン」内にあるパレットタウン大観覧車の営業が終了。これによりパレットタウンは全館閉館となった[819]。
  - 国内最後となるアンナミラーズの高輪店が閉店、49年以上の歴史に幕[820]。

### 9月
- 9月1日
  - 和歌山県第1区選出の岸本周平衆議院議員が衆議院議長に辞職願を提出、受理された[821][822]。
  - 24年ぶりとなる1ドル140円台の円安水準に下落[823]。
  - ニッカウヰスキーが本店所在地を70年ぶりに北海道余市町の余市蒸溜所に移転[824]。
  - 高槻資産家女性保険金殺人事件で逮捕された28歳の男が大阪府警福島警察署で勾留中に自殺[825]。
  - 令和4年度総合防災訓練[826]。
  - ニューヨーク外国為替市場で円が対ドルで一時1ドル=140円台に下落。24年ぶりの円安水準更新[827]。
- 9月2日 - 日本電産の関潤社長兼最高執行責任者が辞任。3日、後任に小部博志副会長が就任[828][829]。
- 9月3日 - 日本テレビ系列の『笑点』の大喜利に、57年の歴史で女性落語家として初めて蝶花楼桃花が出演[830]。
- 9月5日
  - 静岡県牧之原市にある認定こども園で、通園バスの車内に園児が取り残され、熱中症で死亡[831][832]。10月12日、国は翌2023年4月から安全装置を義務化する対策を取りまとめ[833]。
  - 学制150年記念式典[834]。
  - ロシア連邦政府が、北方四島交流と自由訪問の合意の破棄を発表。外務省は、3月の四島交流事業の中止発表時に続き、改めて強く抗議した[835]。
- 9月6日 - e-Govなどでシステム障害[836]。翌7日までに復旧[837]。
- 9月7日 - COVID-19に係る水際措置が見直され、外国人観光客の入国について、添乗員を伴わないパッケージツアーも容認。対象の国と地域を全域に拡大。入国者総数の管理について、1日5万人をめどに引き上げ。この日以降の入国者のうち、COVID-19ワクチン3回接種完了者に対しては陰性証明書の提出を求めない[838]。
- 9月8日 - 安倍晋三銃撃事件から浮上した問題を受け、自由民主党の茂木敏充幹事長は、党所属議員のうち世界平和統一家庭連合（旧統一教会）と何らかの関わりがあったのは179人であるとの調査結果を公表[839]。
- 9月11日 - 任期満了に伴う沖縄県知事選挙を執行。在日米軍普天間基地（宜野湾市）の名護市辺野古移設反対を掲げる現職の玉城デニー（無所属、立憲民主党・日本共産党・れいわ新選組・社会民主党などが推薦）が新人候補2人を退けて再選[840]。
- 9月12日
  - Nintendo Switchソフト『スプラトゥーン3』が発売からわずか3日で300万本の売上（ダウンロード販売も含む）を達成[841]。
  - 日本遺族会創立75周年記念式典[842]。
- 9月13日 - 立憲民主党は両院議員総会で、党の政策決定を担う「次の内閣」（ネクストキャビネット）を初めて設置し発足[843][844]。
- 9月14日 - 東京地検特捜部は、東京オリンピック・パラリンピック組織委員会元理事の高橋治之に対し、大会のスポンサー契約をめぐって総額6900万円の賄賂を提供したとして、KADOKAWA会長の角川歴彦を贈賄容疑で逮捕した[845]。
- 9月18日　- 北海道森町の宿泊施設「グリーンピア大沼」で開催されたイベント「函館地区オールトヨタ クルマファンFES」で、小学6年生の女児が運転するゴーカートが時速30キロ以上で観客に突っ込み、2歳の男児が翌日に死亡[846]。
- 9月19日 - 英国女王（ウィンザー朝）エリザベス2世の国葬がロンドンで行われ、今上天皇と皇后が臨席。
- 9月20日 - 内閣総理大臣の岸田文雄が、第77回国際連合総会に出席のため渡米[847]。19日に出発の予定だったが、台風の被害の確認と復旧に向けた対応で出発を延期した[848]。21日、国連総会で一般討論演説[849]。
  - 重要施設周辺及び国境離島等における土地等の利用状況の調査及び利用の規制等に関する法律（重要土地利用規制法）施行。注視区域内にある土地等の利用者が施設機能・離島機能の阻害行為や虞れがあると認められるときは、措置の勧告を経て、命令に違反した場合は、2年以下の懲役若しくは200万円以下の罰金に処し、又は併科となる[850]。
- 9月21日 - 東海道新幹線の豊橋駅で、線路内に立ち入った人が通過中の「のぞみ229号」に接触し死亡。約3時間、運転を見合わせ[851]。
- 9月22日 - 日本政府・日本銀行は、外国為替市場で1ドル=145円台後半まで円安が進んだことを受け、1998年6月以来24年3か月ぶりに市場介入（ドル売り円買い）[852]。介入の直後、円相場は5円以上円高方向に動き、一時1ドル=140円台前半となった[852]。
- 9月23日 - 西九州新幹線（九州新幹線の西九州ルート〈長崎ルート〉）の武雄温泉駅〜長崎駅間（約66km、駅数5）が在来線特急との対面乗り換え方式（リレー方式）で開業[853][854]。
- 9月24日 - 千葉県警松戸警察署は、23日午前11時半頃に自宅を出たまま行方不明になった千葉県松戸市に住む7歳の小学1年生の女児の捜索を開始[855]。
- 9月25日
  - 第14回公明党党大会。代表に山口那津男が8選。副代表に北側一雄・古屋範子・斉藤鉄夫（いずれも再任）、幹事長に石井啓一（再任）、政務調査会長に高木陽介、国対委員長に佐藤茂樹（再任）、選挙対策委員長に西田実仁[856][857]。
  - 東京ヤクルトスワローズが、Jeraセントラル・リーグで優勝、2連覇[858]。
  - 2015年に急性心不全で死亡した三菱ふそうトラック・バスの男性社員について、新しい基準により、過労死ラインに満たない残業時間でも深夜勤務や過酷な作業環境など負荷要因があったとして労災を認定[859]。
- 9月27日 - 午後2時から日本武道館で故安倍晋三国葬儀を催行。4138人が参列。政府は217の国と地域から、首脳級・国家元首級48人を含め700人を超える来賓を迎えた[860]。
- 9月28日 - ともに長野県に本社を置く八十二銀行（長野市）と長野銀行（松本市）が合併を発表[861]。
- 9月30日
  - JR札幌駅直結の商業施設「パセオ」が、北海道新幹線延伸に伴う工事のため営業終了[862]。
  - 回転寿司チェーン「かっぱ寿司」を運営するカッパ・クリエイトの社長と幹部が、かつて勤務していた競合企業である「はま寿司」の営業機密を不正に取得したとして、警視庁に不正競争防止法違反容疑で逮捕[863]。10月2日、カッパ・クリエイトを同法違反で東京地方検察庁に書類送検[864]。
  - 公明党の参議院議員の熊野正士（比例区）が辞職。10月7日、選挙会は次点で元職の宮崎勝が繰り上げ当選を決定[865]。
  - 東京都は、武力攻撃事態等における国民の保護のための措置に関する法律第148条第1項の規定に基づき、公共施設754施設や地下駅舎24施設を緊急一時避難施設に指定[866]。

### 10月
- 10月1日
  - ミクシィが社名を「MIXI」に変更[867]。
  - 第77回国民体育大会（いちご一会とちぎ国体）開幕[868]。11日、閉幕。
  - 改正特定電気通信役務提供者の損害賠償責任の制限及び発信者情報の開示に関する法律（プロバイダ責任制限法）などが施行[869]。
  - 改正電波法施行[870]。
  - ホームセンター大手・カインズ子会社の東急ハンズが社名を「ハンズ」に変更。1976年の創業以来社名に入っていた「東急」の名が消滅[439]。→3月31日も参照
  - 鬼怒川有料道路の料金徴収期間が満了し、無料化。一般道路として、栃木県が管理する道路になった[871]。
  - 法恩寺山有料道路の料金徴収期間が満了し、無料化。一般道路として、福井県が管理する道路になった[872]。
  - 福井県の三方五湖有料道路が三方五湖レインボーラインとして、無料化[873]。
  - 福島県内の会津川口駅-只見駅間の復旧工事が完了し、只見線が全線で運転を再開[874]。
  - この日時点で、国内総人口は1億2494万7千人（確定値）で、前年に比べ55万6千人（-0.44％）の減少しており、12年連続で減少。16年連続の自然減、日本人において2年連続の社会減、外国人は2年ぶりに社会増。人口増加は東京都のみで、沖縄県が本土復帰後で初めて人口減少に転じた[875]。
- 10月2日
  - 1967年に開業した東京・新宿駅西口の小田急百貨店新宿店本館が閉館。隣接する新宿西口ハルクに一部の売り場を移した。本館は解体され地上48階建ての複合施設として再開発。
  - オリックス・バファローズが対東北楽天ゴールデンイーグルス25回戦（楽天生命パーク宮城）で勝利し、福岡ソフトバンクホークスが対千葉ロッテマリーンズ25回戦（ZOZOマリンスタジアム）で敗れたため、オリックスがパシフィック・リーグ優勝。2年連続14回目[876]。2年連続のマジック点灯なしでの優勝は史上初[877][注 9][注 10]。
- 10月3日
  - 第210回国会召集[878]。
  - 共に愛知県を地盤とする中京銀行と愛知銀行が持株会社「あいちフィナンシャルグループ」を設立。2024年を目処に合併する[879][880][881]。
  - 東京ヤクルトスワローズ・村上宗隆内野手が対横浜DeNAベイスターズ最終戦で本塁打を放ち、シーズン本塁打記録歴代単独2位・日本人選手では歴代単独トップの56本を記録。また村上は、首位打者、本塁打王、打点王の打撃主要3部門のタイトルを独占する三冠王が確定。18年ぶり8人目（通算12度目）で、22歳での達成は史上最年少[882][883][884]。
  - 任期満了に伴う品川区長選挙が投開票され、6候補のうち有効投票数の4分の1を超える候補がいなかったため、再選挙を実施する[885]。
  - 航空会社のAIRDOとソラシドエアが経営統合し、共同持ち株会社「リージョナルプラスウイングス」が発足[886]。
  - 金融持株会社「ちゅうぎんフィナンシャルグループ」設立。
- 10月4日
  - 朝鮮民主主義人民共和国（北朝鮮）が、午前7時22分に太平洋方向にミサイルを発射したことを受け、午前7時27分に北海道と東京都に[887]、午前7時29分に青森県と東京都に[888]全国瞬時警報システム（Jアラート）が発動された。午前7時29分頃、ミサイルは青森県の上空を通過し、午前7時44分頃に日本の排他的経済水域（EEZ）外に落下したものと防衛省は推定。その後、東京都については誤発動だったことが判明し、松野博一官房長官は「システム上の不具合」だったと謝罪した[889][890]。
  - 岸田文雄首相は内閣総理大臣秘書官の1人の山本高義を交代させ、後任として自身の長男の岸田翔太郎を任命[891]。
- 10月5日 - 衆議院本会議で「北朝鮮による弾道ミサイル発射に抗議する決議案」が全会一致で可決[892]。6日、参議院本会議でも可決[893]。
- 10月6日
  - 千葉県警は、4日に千葉県市川市の江戸川で発見された子供の遺体について、DNA鑑定の結果、9月23日に松戸市で行方不明になった小学1年生の女子児童であることを確認[894]。
  - 北海道旭川市の商業施設・マルカツデパートが9時30分に事実上閉店。建物の老朽化により10月末に完全閉店する予定だったが、運営会社の電気料金未納により北海道電力ネットワークが電力停止を通告。入居するテナントが一斉に退去せざるを得ない事態に陥った[895]。
  - 日韓首脳電話会談[896]。
- 10月9日 - 3年ぶりにF1世界選手権・日本グランプリが鈴鹿サーキットで催行。
- 10月11日
  - 政府は、国内観光の喚起を図る目的で、一部の観光費用を補助する「全国旅行支援」を開始。12月下旬まで[897]。
  - 新型コロナウイルスを巡る外国人の入国上限規制を撤廃。外国人観光客の個人旅行を解禁。短期滞在ビザ取得を免除し、国内旅行をパッケージツアー限定とした措置も撤廃[898][899]。
- 10月12日
  - 大阪府大阪市此花区のテーマパーク「ユニバーサル・スタジオ・ジャパン」敷地内の植え込みで人骨を発見[900]。
  - イプシロンロケット6号機の打ち上げが失敗し、地上からロケットへの指令破壊を実施[901]。
- 10月13日 - 静岡県小山町の県道150号線（ふじあざみライン）を走行中の観光バスが横転。乗客1人が死亡、35人が負傷[902]。
- 10月14日
  - 第1回パルクール世界選手権（英語版）が有明アーバンスポーツパークで開幕。パルクールの世界選手権（英語版）の最初の開催となる。16日まで。
  - 小金井市長の西岡真一郎が保育園廃園を巡る問題で辞職。
- 10月16日 - 天皇杯 JFA 第102回全日本サッカー選手権大会の決勝戦が横浜国際総合競技場（日産スタジアム）で行われ、J2リーグに属するヴァンフォーレ甲府が初優勝。J2に属するチームの優勝は、第91回大会のFC東京以来2チーム目。AFCチャンピオンズリーグ2023/24（ACL2023–24）の出場権も獲得。
- 10月18日
  - 午前9時過ぎ、横浜市西区の交差点内を歩いていた「ザ・ドリフターズ」のメンバー・仲本工事（本名・仲本興喜）が車にはねられる事故が発生。仲本は頭を強く打って重傷を負い、意識もうろうの状態で同市内の病院に運ばれ緊急手術を受けたが[903][904]、翌19日午後10時22分、急性硬膜下血腫のため死去（81歳没）[905]。仲本が歩いていた交差点は横断禁止の場所だった[903]。
  - 東京国立博物館で創立150周年記念特別展「国宝 東京国立博物館のすべて」を開催。史上初めて所蔵する国宝89件を全て展示する。12月11日まで。
- 10月19日 - 第33回高松宮殿下記念世界文化賞授賞式典[906]。
- 10月20日 - 埼玉県深谷市に大規模アウトレットモール「ふかや花園プレミアム・アウトレット」が開業。
- 10月21日
  - 外国為替市場の円相場は一時1ドル＝151円台に下落し、約32年ぶりの円安水準を更新[907][908][909]。
  - 内閣総理大臣の岸田文雄は、オーストラリア連邦のパースを訪問。22日、同国首相のアンソニー・アルバニージーと日豪首脳会談。新たな「安全保障協力に関する日豪共同宣言」を発出。訪問は23日まで[910]。
- 10月22日
  - 自由民主党の杉田水脈衆議院議員が性被害を公表したジャーナリストの伊藤詩織を誹謗中傷する投稿に対していいね!したことに対して、東京高等裁判所は原告の伊藤を支持する判決[911]。
  - 中国発のファストファッションブランド「Shein」が大阪府の心斎橋に期間限定のショップを開設し、日本に上陸[912]。
- 10月23日
  - 任期満了に伴う新潟市長選挙が執行され、現職の中原八一が再選（2期目）。
  - 任期満了に伴う那覇市長選挙が執行され、新人で元那覇市副市長の知念覚が当選。
- 10月24日 - 内閣府特命担当大臣（経済財政政策担当）の山際大志郎が辞任[913]。25日、後任に前厚生労働大臣の後藤茂之が就任[914]。同日、岸田文雄首相は衆議院本会議で異例の謝罪[915]。
- 10月25日 - 広島県福山港から岡山県井原市内に搬入されたコンテナから多数のアリを発見。コンテナは直ちに閉鎖し、外にこぼれ落ちた個体は直ちに殺虫。福山港に返送後、コンテナ内の殺虫作業を行った際には、女王アリ4匹以上を含む10,000匹以上が発見された。11月3日、環境省は、特定外来生物のヒアリであることを確認[916]。
- 10月28日 - 2013年12月に発生した王将社長射殺事件で、京都府警は別の事件で福岡刑務所に服役中の特定危険指定暴力団・工藤會系組幹部の56歳の男を逮捕[917]。
- 10月29日
  - 東京都渋谷区に178人の「タナカヒロカズ」[注 11]が集結し、ギネス世界記録「同姓同名の最大の集まり」を更新した[918][919]。
  - 夜、大韓民国ソウル特別市龍山区梨泰院で群衆事故が発生。日本人の10代女性1人と20代女性1人を含む150人以上が死亡[920]。
- 10月30日
  - 福島県知事選挙が執行され、現職の内堀雅雄が再選（3期目）。
  - 29日夜に発生した梨泰院群衆事故について、内閣総理大臣の岸田文雄と外務大臣の林芳正がそれぞれお見舞いメッセージを発出[921]。
  - SMBC日本シリーズの第7戦が明治神宮野球場で行われ、パシフィック・リーグ優勝のオリックス・バファローズがセントラル・リーグ優勝の東京ヤクルトスワローズに5-4で競り勝ち、対戦成績を4勝2敗1分けとして阪急時代を含めて26年ぶり（1996年以来）5度目の優勝[922]。
- 10月31日 - 急激な円安ドル高を危惧した政府は単月で6兆3000億円以上の為替介入を実施していたことを財務省が発表。円は22日未明にかけ一時7円以上急騰、24日も4円以上円高に戻していた[923]。

### 11月
- 11月1日
  - 愛知県長久手市の愛・地球博記念公園内で、スタジオジブリの世界観を体験できる「ジブリパーク」の5つのエリアのうち「青春の丘」「ジブリの大倉庫」「どんどこ森」が開業[924]。
  - 東京都で性的マイノリティカップルのパートナー関係を公的に認める「東京都パートナーシップ宣誓制度」が運用開始[925][926]。
- 11月2日 - 内閣総理大臣の岸田文雄は、新たに就任したイタリア首相のジョルジャ・メローニと首脳電話会談[927]。
- 11月3日
  - 防衛省は、朝鮮民主主義人民共和国（北朝鮮）が7時台から8時台にかけて、ICBM級の可能性があるものも含め、少なくとも3発の弾道ミサイルを東方向に向けて発射したと発表。落下したのはいずれも日本の排他的経済水域（EEZ）外であると推定[928]。
    - 7時40分ごろ、弾道ミサイルが日本列島を越えて飛翔する可能性があると探知。新潟県・山形県・宮城県が対象とされ、全国瞬時警報システム（Jアラート）と緊急情報ネットワークシステムを活用。しかしその後、ミサイルは日本列島を越えず、日本海（東海）上空でレーダーから消失したことを確認[929]。各地の交通機関が混乱した。

  - 沖縄県で2019年に焼失した首里城正殿再建の起工式。2026年秋の完成を目指す[930]。
- 11月4日 - 内閣総理大臣の岸田文雄は、新たに就任した英国首相のリシ・スナクと初の首脳電話会談[931][932]。
- 11月5日
  - 明治安田生命Jリーグ1部（J1）の最終節で、首位の横浜F・マリノスがアウェーの御崎公園球技場（ノエビアスタジアム神戸）でヴィッセル神戸に3-1で勝利し、3年ぶりにリーグ優勝[933]。
  - YOSHIKI SUPERSTAR PROJECT Xの参加者で歌手のYOSHIが川崎市内を大型バイクで走行中に交通事故により急死[934][935]。19歳没。
- 11月6日 - 海上自衛隊は、創設70周年を記念し、20年ぶりに国際観艦式を相模湾沖で開催。
- 11月8日 - 2016年10月にはごろもフーズが販売したツナ缶に虫が混入し、ブランドイメージが損なわれたとして、製造を受注した下請け会社の興津食品を相手に約9億円の損害賠償を求めた裁判で、静岡地方裁判所は興津に約1億3000万円を支払うよう命じた[936]。11月17日、興津は東京高等裁判所へ控訴[937]。
- 11月9日 - 気候行動ネットワーク（CAN）が、日本に「Fossil Of The Day Award（化石賞）」を贈ると発表[938]。
- 11月10日 - FIA世界ラリー選手権 フォーラムエイト・ラリージャパン2022が愛知県・岐阜県で開催。日本での世界ラリー選手権（WRC）の開催は2010年以来12年ぶり。
- 11月11日
  - 午前3時15分ごろ、東京都世田谷区成城にある元プロ野球ロッテオリオンズ投手の村田兆治の自宅で火災が発生。自宅内にいた村田が死去[939]。
  - 法務大臣の葉梨康弘が、首相官邸で内閣総理大臣の岸田文雄に辞表を提出[940][941]。後任に元農林水産大臣で衆議院議員の齋藤健が就任[942]。
  - 経済産業省は、次世代半導体の研究開発プロジェクトの採択先を、キオクシア・ソニーグループ・ソフトバンク・デンソー・トヨタ自動車・日本電気（NEC）・日本電信電話（NTT）・三菱UFJ銀行が出資するRapidusとすることを発表[943]。
  - ガス事業法及び独立行政法人エネルギー・金属鉱物資源機構法の一部を改正する法律案が参議院本会議で可決、成立[944][945]。
  - 競馬法の一部を改正する法律案が参議院本会議で可決、成立[946][947]。
- 11月12日 - 内閣総理大臣の岸田文雄は、東南アジア諸国連合（ASEAN）関連首脳会合、G20サミット、アジア太平洋経済協力（APEC）首脳会議に出席するため、カンボジア、インドネシア、タイ王国を訪問[948][949]。
- 11月13日
  - 任期満了に伴う新宿区長選挙が投開票され、現職の吉住健一（無所属）が3選[950]。
  - 任期満了に伴う熊本市長選挙が投開票され、現職の大西一史（無所属）が3選[951]。
  - 任期満了に伴う松山市長選挙で、野志克仁（無所属）が無投票で4選[952]。
- 11月17日
  - 本田技研工業の高級スポーツカー「NSX（2代目）」が生産終了[953]。
  - 内閣総理大臣の岸田文雄はタイで習近平・中国国家主席（党総書記）と、初の対面での首脳会談[954]。日中首脳会談は2019年12月23日以来。
  - 新型コロナウイルス接触確認アプリ（COCOA）の最終アップデート版を順次配布。これにより、COCOAの更新が終了[955][956]。
- 11月18日
  - 防衛省は、10時40分頃に朝鮮民主主義人民共和国（北朝鮮）が平壌近郊から1発の大陸間弾道ミサイル（ICBM）級の弾道ミサイルを東方向に発射したと発表。11時23分頃、北海道沖渡島大島の西方約200kmで日本の排他的経済水域（EEZ）内に落下した防衛省は推定[957]。内閣総理大臣の岸田文雄は、北朝鮮に厳重に抗議し、国家安全保障会議（NSC）を招集[958]。
  - 公職選挙法の一部を改正する法律案が参議院本会議で可決、成立。衆議院選挙区では25都道府県の140選挙区で区割りを変更、選挙区数を10増10減。比例代表では東京（2議席増）と南関東（1議席増）でそれぞれ議席が増加する一方、東北、北陸信越、中国で1議席が削減[959]。
- 11月19日 - 足羽川ダム定礎式が開催され、国土交通副大臣の豊田俊郎が出席[960]。
- 11月20日
  - 政治資金に関する質疑が続くことで悪影響を与えたくないとして、総務大臣の寺田稔が辞任[961]。8月10日の第2次岸田改造内閣発足後、国務大臣の辞任は3人目。翌21日、後任に元外務大臣の松本剛明が就任[962][963]。
  - 任期満了に伴う愛媛県知事選挙が投開票され、現職の中村時広（無所属）が4選[964]。
  - 任期満了に伴う福岡市長選挙が投開票され、現職の高島宗一郎（無所属）が4選[965]。
  - 任期満了に伴う尼崎市長選挙が投開票され、新人の松本眞（無所属）が初当選[966]。
- 11月22日
  - 山本圭壱（極楽とんぼ）と西野未姫（元AKB48）が結婚を発表。
  - 厚生労働省は、新型コロナウイルス感染症（Covid-19）の治療薬として、塩野義製薬のゾコーバ錠125mgの緊急承認を発表[967][968]。
- 11月23日
  - 2022 FIFAワールドカップの1次リーググループE第1戦の試合がカタールのハリーファ国際スタジアムで催行され、日本代表がドイツ代表に2-1で劇的な勝利。代表監督の森保一が選出時代に経験した「ドーハの悲劇」に準えて、「ドーハの歓喜」と称された。
  - 2022 FIFAワールドカップの1次リーググループFのベルギー代表-カナダ代表戦がカタールのアフメド・ビン＝アリー・スタジアムで催行され、第4の審判員（レフェリー）に山下良美が指名された。山下は、男子のW杯で史上初となる女性審判員の1人。
- 11月24日
  - 任天堂は、18日に発売されたNintendo Switch向けソフト『ポケットモンスター スカーレット・バイオレット』の世界累計販売本数が、3日間で1,000万本を突破したと発表。うち国内販売本数は405万本。任天堂のゲーム専用機向けソフトの発売後3日間のグローバルおよび国内販売本数として、過去最高[969][970][971]。
  - 野球の新たなリーグ戦「JAPAN WINTER LEAGUE」が開幕[972][973]。
- 11月27日
  - 任期満了に伴う和歌山県知事選挙が投開票され、岸本周平（無所属）が初当選。
  - 2022 FIFAワールドカップの1次リーググループE第2戦の試合がカタールのアフメド・ビン＝アリー・スタジアムで催行され、日本代表はコスタリカ代表に0-1で敗北。成績を1勝1敗とした。
- 11月28日 - 2021年9月29日に長野県塩尻市の酒蔵兼自宅で妻を殺害した容疑で、自民党県議団に所属する長野県議会議員の丸山大輔が逮捕される[974]。
- 11月29日 - 16時15分頃、東京都八王子市の東京都立大学南大沢キャンパス内で、同大学教授で社会学者の宮台真司が何者かに首などを切りつけられ負傷。犯人は逃走[975]。
- 11月30日
  - 北海道新聞社発行のスポーツ紙『道新スポーツ』（1982年9月創刊、『サンケイスポーツ』と提携）が休刊。以後は速報性のあるWeb媒体を中心とした報道に特化する[976][977]。
  - 国際連合教育科学文化機関（UNESCO）は、全国41件を「風流踊」として無形文化遺産に登録。2009年に登録されているチャッキラコを拡張し、風流踊としてグループ化される[978][979]。

### 12月
- 12月1日 - 日本水産が社名を「ニッスイ」に変更[980]。当初は翌2023年1月1日を予定していたが[981]、1ヶ月前倒しして行われる形となった[982]。
- 12月2日
  - 第2次補正予算が参議院本会議で可決、成立[983][984][985]。
  - 感染症の予防及び感染症の患者に対する医療に関する法律等の一部を改正する法律案が参議院本会議で可決、成立[986][987]。
  - 2022 FIFAワールドカップのグループE最終戦（第3戦）がカタールのハリーファ国際スタジアムで催行され、日本代表はスペイン代表に2-1で劇的な勝利。日本の2点目の得点についてはビデオ・アシスタント・レフェリー（VAR）の判定を巡り、論争が巻き起こった[988]。日本代表は2勝1敗、グループEの1位で、ノックアウトステージ（決勝トーナメント）に進出。2大会連続の進出は初。[989]
- 12月3日 - 内閣総理大臣の岸田文雄は、来日中のモルドバ大統領マイア・サンドゥと首脳会談。岸田は、モルドバに対し、2,700万米ドルの追加の支援を決定[990]。また、アイスランド大統領グズニ・ヨハンネソンとも会談[991]。2人は共に「国際女性会議WAW!（World Assembly for Women）」に参加していた[992]。
- 12月4日
  - 品川区長再選挙が投開票され、森沢恭子（無所属）が5候補との争いを制し、初当選[993]。
  - 渋谷TOEIが閉館[994][995]。
- 12月5日 - ベルギー王女のアストリッド・ド・ベルジック一行が来日[996]。内閣総理大臣の岸田文雄は王女と懇談[997][998]。
- 12月6日 - 2022 FIFAワールドカップノックアウトステージ（決勝トーナメント）・ラウンド16の日本代表-クロアチア代表戦がカタールのアル・ジャヌーブ・スタジアムで催行され、日本は90分（＋アディショナルタイム）と延長戦（＋アディショナルタイム）を1-1で引き分け、PK戦（ペナルティーキック）を1-3で惜敗した。グループ1位でラウンド16での敗北は日本のみ。[999]
- 12月9日
  - 日本・英国・イタリア首脳が、「グローバル戦闘航空プログラムに関する共同首脳声明」を発出。また、防衛省とアメリカ国防総省は、「次期戦闘機に係る協力に関する防衛省と米国防省による共同発表」を発出[1000][1001][1002]。
  - 法務大臣の齋藤健は、臨時記者会見で昨年11月から今年8月下旬の間に名古屋刑務所の刑務官22人が受刑者3人への暴行や暴言、不適切対応を繰り返していた疑いがあると判明し、「断じて許されず、極めて遺憾であり、法務省として深く反省するとともに、被害を受けた受刑者の方々に改めて心から深くおわびいたします」と陳謝した[1003][1004]。
  - ISUグランプリファイナルがイタリア・トリノで行われ、ペア（Pairs）で三浦璃来・木原龍一（共に木下グループ）組が初優勝。日本勢のペア優勝は史上初[1005]。
- 12月10日
  - 第210回国会閉会。
  - 民法等の一部を改正する法律案が、参議院本会議で可決、成立[1006][1007][1008]。
  - 法人等による寄附の不当な勧誘の防止等に関する法律案が、参議院本会議で可決、成立[1009][1010][1011][1012]。
  - 消費者契約法及び独立行政法人国民生活センター法の一部を改正する法律案が、参議院本会議で可決、成立[1013][1014]。
  - ISUグランプリファイナルがイタリア・トリノで行われ、男子シングル（Men）は宇野昌磨（トヨタ自動車）、女子シングル（Women）は三原舞依（シスメックス）が共に初優勝[1005]。
- 12月11日
  - アルテミス計画を見据えたNASAの月試料収集プロジェクトに参加する日本の宇宙ベンチャーispace Japanが、民間初となる月面探査プログラム「HAKUTO-R」の最初のミッション（月面着陸ミッション）で月面着陸船により月の表土サンプルを収集。2024年にはグループ企業のispace Europe（ルクセンブルク）も参加して2回目のミッション（月面探査ミッション）を実施する計画[1015][1016]。
  - 茨城県議会議員選挙が投開票され、自由民主党が単独過半数の35議席を獲得。なお、自由民主党は9議席を減らした。公明党が4議席、国民民主党が3議席、立憲民主党が2議席、日本共産党が1議席、政治団体「つくば・市民ネットワーク」が1議席、日本維新の会が1議席、無所属が15議席。
- 12月15日
  - 都民の健康と安全を確保する環境に関する条例[1017] の一部を改正する条例（改正環境確保条例）が東京都議会で可決、成立[1018]。
  - 防衛省は、セクシャルハラスメントに関与した複数の陸上自衛官の懲戒処分を実施したと公表[1019][1020]。
  - 午後5時50分頃、大分県津久見市のJR津久見駅構内で視覚障害者の女性がホームから転落し、入線してきた特急列車にはねられ死亡[1021]。
- 12月16日
  - 北海道・三陸沖後発地震注意情報の運用を開始[1022][1023]。対象地域は北海道・三陸3県・茨城県・千葉県の182市町村[1024]。
  - この日、大手ディスカウントストアのドン・キホーテが公式twitterで突如、オリジナルブランドである「情熱価格」の知名度向上を理由に、公式キャラクターを「ドンペン」からカタカナの「ド」をモチーフとした「ド情ちゃん」に交代すると発表して波紋を呼んだ。ドン・キホーテを運営するパン・パシフィック・インターナショナルホールディングスの社長である吉田直樹も事情を把握しておらず、その後緊急の社内会議が開かれた模様で、当日夜には公式キャラクターの交代撤回が発表された[1025]。
- 12月17日 - 関西私鉄5社(阪急電鉄、阪神電鉄、能勢電鉄、山陽電鉄、近畿日本鉄道)で一斉ダイヤ改正。阪急電鉄では2022年3月ダイヤ改正で消滅した準特急が運行開始し話題に。
- 12月18日
  - 任期満了に伴う佐賀県知事選挙が投開票され、現職の山口祥義が3選[1026][1027]。
  - 第1回れいわ新選組代表選出選挙が投開票され、山本太郎が当選[1028][1029]。
  - 東海道新幹線名古屋駅 - 豊橋駅間で停電が発生し、東京駅 - 新大阪駅間で運休した。強風による架線切断が原因と見られる。
- 12月19日
  - れいわ新選組代表の山本太郎は、記者会見で大石晃子と櫛渕万里を共同代表に指名すると発表[1030][1031]。
  - 国土交通省北陸地方整備局は、豪雪に伴い国道8号や国道17号で全面通行止めの実施を発表。該当区間では、車両が混雑しており、立ち往生が発生[1032][1033]。
- 12月21日 - 自由民主党衆議院議員の薗浦健太郎（千葉5区）が議員辞職。また、自由民主党を離党[1034][1035]。
- 12月22日 - 秋田港・能代港沖の洋上風力発電のうち、能代港沖の洋上風力発電の営業運転が開始[1036]。
- 12月25日
  - 任期満了に伴う宮崎県知事が投開票され、現職の河野俊嗣（無所属）が4選[1037][1038]。
  - 埼玉県飯能市で殺人事件が発生し、男女3人が死亡。[1039]
  - 全日本フィギュアスケート選手権で宇野昌磨が3年ぶりの優勝。[1040]
- 12月26日 - 防衛省は、海上自衛隊1等海佐が、元上司に特定秘密、秘及び取扱い上の注意を要する情報を故意に漏らし、特定秘密の保護に関する法律（特定秘密保護法）及び自衛隊法第59条第1項（守秘義務）に違反した事案を公表した。特定秘密保護法が施行後、初の違反とみられる[1041]。
- 12月27日
  - 復興大臣の秋葉賢也が辞任し、後任に元復興大臣の渡辺博道が就任。また、総務大臣政務官の杉田水脈が辞任し、後任に元愛媛県副知事の経験がある元総務省職員の長谷川淳二が就任[1042]。
  - 経済産業大臣の西村康稔が、オマーンを訪問。日本企業複数社とオマーンLNG（英語版）との液化天然ガス（LNG）の長期引取契約に関する基本合意書の調印に立ち会った[1043][1044][1045]。
- 12月30日 - 中国からの入国者等に対し、検査やその検査で陽性者への隔離の実施など特別措置が開始。
- 12月31日
  - 山形県鶴岡市西目で土砂崩れが発生。複数の建物を巻き込み、2人が一時安否不明。2023年1月2日、2人が発生現場から発見され、同日に死亡を確認[1046][1047]。
  - 第73回NHK紅白歌合戦。　
    - 歌手の氷川きよしがこの日をもって、一旦歌手活動を休止[1048]。
    - 歌手の加山雄三がこの日をもって、コンサート活動を引退[1049]。

## 社会

### 政治

#### 選挙
- 国政選挙
  - 2022年日本の補欠選挙
    - 4月24日 - 参議院石川県選挙区
    - 10月の補欠選挙は実施できなかった（衆議院山口県第4区・和歌山県第1区の2選挙区に欠員があったが、選挙訴訟が係属中のため2023年に延期）。

  - 7月10日 - 第26回参議院議員通常選挙
    - 選挙後の議員定数は248人（改選数は前回と同じ）。神奈川県選挙区は前回選挙での当選分（任期は2025年まで）の欠員1を加えた合併選挙。今回改選分のうち、神奈川県選挙区は4月の補欠選挙の対象とならなかったため、欠員1のまま選挙となった。
- 地方選挙
  - 2月6日 - 2022年山口県知事選挙
  - 2月20日 - 2022年長崎県知事選挙
  - 3月13日 - 2022年石川県知事選挙
  - 4月10日 - 2022年京都府知事選挙
  - 5月29日 - 2022年新潟県知事選挙
  - 7月10日 - 2022年滋賀県知事選挙
    - 参院選と同日選挙。

  - 8月7日 - 2022年長野県知事選挙
  - 8月28日 - 2022年香川県知事選挙
  - 9月11日 - 2022年沖縄県知事選挙
  - 10月30日 - 2022年福島県知事選挙
  - 11月20日 - 2022年愛媛県知事選挙
  - 11月27日 - 2022年和歌山県知事選挙
  - 12月18日 - 2022年佐賀県知事選挙
  - 12月25日 - 2022年宮崎県知事選挙

### 経済
- 日本の総電力需要がピークになると予想される。

### 交通

#### 道路
- 3月30日 - 沖縄県国頭郡国頭村の沖縄県道70号国頭東線沿いに「道の駅やんばるパイナップルの丘 安波」が開駅[1050]。
- 4月22日 - 富山県黒部市の国道8号沿いに「道の駅KOKOくろべ」が開駅[1051]。
- 4月27日 - 福島県福島市の福島県道5号上名倉飯坂伊達線沿いに「道の駅ふくしま」が開駅[1052]。
- 4月29日 - 徳島県鳴門市の国道11号沿いに「道の駅くるくる なると」が開駅[1053][1054]。
- 7月15日 - 広島県東広島市の国道2号沿いに「道の駅西条のん太の酒蔵」が開駅[1055]。
- 8月5日 - 新潟県阿賀野市の国道49号沿いに「道の駅あがの」が開駅。
- 10月1日 - 宮城県南三陸町の国道398号沿いに「道の駅さんさん南三陸」が開駅。

### その他
2021年度（2022年3月31日までの1年間）の新成人は、2001年4月2日から2002年4月1日生まれであるため「全員が21世紀生まれ」となる最初の新成人であり、また4月1日に民法改正により成人年齢が18歳に引き下げられたため、20歳で成人を迎える最後の新成人となった。ただし、多くの自治体では成人式の対象を2023年以降も20歳のままとするとしている（「二十歳 （はたち） の集い」など名称を変える場合もあるほか、一部自治体では18歳で成人式を行うなど、対応が異なる）。

## 国際
日本とかかわりの深い、または日本で関心がある、代表的な日本以外の出来事を記載。
- （2022年ロシアのウクライナ侵攻）[1056]
- （ソウル梨泰院雑踏事故）[1057]
- 9月8日、イギリスのエリザベス女王が死去した。[1058]
- 10月23日、中国の習近平が国家主席3期目を続投した。[1059]

## 天候・天災・観測等

### 気象・地象・天象
- 気象

#### 自然災害
- 台風
- 大雨・洪水
  - 8月3日 - 日本海北部から南東進する低気圧とそれに伴う前線の影響で，東北地方から北陸地方で複数の線状降水帯が発生し、特に、山形県置賜地方や新潟県下越地方周辺で降雨が集中[1060]。
- 地震
- 1月4日 - 父島近海（速報値の小笠原諸島西方沖から更新）を震源とするM6.3（速報値のM8.5から更新）の地震が発生。この地震によって母島で最大震度5強を観測した[1061]。
- 1月22日 - 日向灘沖を震源とするM6.6（速報値の6.4から更新）の地震が発生。この地震によって大分県大分市、佐伯市、竹田市、宮崎県延岡市、高千穂町で最大震度5強を観測した[1062][1063]。
- 3月16日 - 福島県沖を震源とするM7.4（速報値のM7.3から更新）の地震が発生。この地震によって宮城県登米市、蔵王町、福島県国見町、相馬市、南相馬市で最大震度6強を観測した[1064][1065]。
- 6月19日 - 石川県能登地方を震源とするM5.4（速報値のM5.2から更新）の地震が発生。この地震によって珠洲市で最大震度6弱の地震を観測した[1066][1067]。
- 6月20日 - 石川県能登地方を震源とするM5.0の地震が発生。この地震によって珠洲市で最大震度5強の地震を観測した[1068][1069]。19日に発生した地震の余震とみられる[1070]。
- 8月11日 - 北海道宗谷地方北部を震源とするM5.2と5.4の地震が続けて発生。この地震によって中川町で最大震度5弱と5強をそれぞれ観測した[785]。

#### 観測（天象含む）
- 11月8日 - 夜、全国で皆既月食が観測された。また、皆既食中に月の後ろに天王星が入り込む天王星食も見られた。皆既月食と惑星食が同時に観測されるのは日本では442年ぶりとなる[1071]。
- 12月23日 - 高知県で県内観測史上最大の積雪の深さ（14 cm）を更新。[1072]

## 文化と芸術

### 流行

#### 流行語
ユーキャン新語・流行語大賞
以下に本年の受賞語を列記する。
- 年間大賞
  - 村神様（村上宗隆）

- トップテン入賞
  - キーウ（中澤英彦）
  - きつねダンス
  - 国葬儀（宮間純一）
  - 宗教2世
  - 知らんけど
  - スマホショルダー
  - てまえどり
  - Yakult（ヤクルト）1000
  - 悪い円安

- 選考委員特別賞
  - 青春って、すごく密なので（仙台育英学園高等学校 須江航）

### 音楽
- コロナ禍での行動制限が緩和されたことで、「サマーソニック」などの野外フェスが3年ぶりに有観客で開催された[1073]。
- 5月10日にMr.Childrenが、5月21日にLUNA SEAがデビュー30周年を迎えた。
- 7月にKinKi Kidsが結成25周年を迎えた（正式グループ名決定以前を含む）。
- 5月に中森明菜がデビュー40周年を迎えた。
- 2021年5月26日 - 『W/X/Y』（Tani Yuuki）
- 2021年8月25日 - 『シンデレラボーイ』（Saucy Dog）
- 2021年11月3日 - 『なんでもないよ、』（マカロニえんぴつ）
- 2021年11月4日 - 『ベテルギウス』（優里）
- 2021年12月1日 - 『THE BOOK 2』（YOASOBI）
- 2021年12月29日 - 『一途/逆夢』（King Gnu）
- 1月12日 - 『残響散歌/朝が来る』（Aimer）
- 1月19日 - 『BADモード』（宇多田ヒカル）
- 1月26日 - 『狂言』（Ado）
- 3月23日 - 『LOVE ALL SERVE ALL』（藤井風）
- 4月15日 - 『ミックスナッツ』（Official髭男dism）
- 5月18日 - 『M八七』（米津玄師）
- 6月8日 - 『新時代』（Ado）
- 6月22日 - 『Habit』（SEKAI NO OWARI）
- 6月22日 - 『SOFTLY』（山下達郎）
- 6月29日 - 『ah-面白かった』（吉田拓郎）
- 8月10日 - 『ウタの歌 ONE PIECE FILM RED』（Ado）
- 8月10日 - 『Highway X』（B'z）
- 10月12日 - 『Subtitle』（Official髭男dism）
- 11月9日 - 『祝福』（YOASOBI）
- 11月23日 - 『KICK BACK』（米津玄師）

### 映画
邦画
アニメーション映画については後節「#アニメ」を参照。
- 5月13日 - 『シン・ウルトラマン』（監督：樋口真嗣、企画・脚本：庵野秀明）が日本で公開[1074][1075]。

洋画
- 1月7日 - 映画「スパイダーマン」のホームシリーズ3部作の最終作となる『スパイダーマン:ノー・ウェイ・ホーム』（監督：ジョン・ワッツ）が日本で公開。
- 2月4日 - ゴーストバスターズのオリジナル版の続編『ゴーストバスターズ/アフターライフ』（監督：ジェイソン・ライトマン）が日本で公開[1076]。新型コロナウイルス流行の影響で2020年の公開予定から延期された[1077]。
- 5月27日 - トップガンの続編『トップガン マーヴェリック』（監督：ジョセフ・コシンスキー）が日米同時公開[1078]。
- 7月29日 - ジュラシック・パークシリーズの最新作で「ジュラシック・ワールド」3部作の最終作となる『ジュラシック・ワールド/新たなる支配者』（監督：コリン・トレヴォロウ）が日本で公開[1079]。

### テレビ

#### お笑い
コンテスト番組の優勝者
上方漫才大賞
- ミルクボーイ（吉本興業）

NHK上方漫才コンテスト
- 天才ピアニスト（吉本興業）

ABCお笑いグランプリ
- カベポスター（吉本興業）

M-1グランプリ（テレビ朝日系）
- ウエストランド（タイタン）

R-1グランプリ（フジテレビ系）
- お見送り芸人しんいち（グレープカンパニー）

キングオブコント（TBS系）
- ビスケットブラザーズ（吉本興業）

女芸人No.1決定戦 THE W（日本テレビ系）　
- 天才ピアニスト（吉本興業）

### アニメ
アニメーション映画
- 4月15日 - 劇場版「名探偵コナン」シリーズ25作目となる『名探偵コナン ハロウィンの花嫁』（監督：満仲勧、脚本：大倉崇裕）が日本で公開[1080]。
- 5月28日 - 『犬王』（監督：湯浅政明）が日本で公開[1081]。第80回ゴールデングローブ賞のアニメ映画賞ノミネート[1082]。
- 8月6日 - 劇場版「ONE PIECE」シリーズ15作目（FILMシリーズの第4作目）となる『ONE PIECE FILM RED』（監督：谷口悟朗、脚本：黒岩勉）が日本で公開[1083]。
- 11月11日 - 新海誠のアニメ映画最新作『すずめの戸締まり』が日本で公開[1084]。
- 12月3日 - 漫画『SLAM DUNK』の新作アニメ映画『THE FIRST SLAM DUNK』（監督・脚本：井上雄彦）が日本で公開[1085]。

テレビアニメ
- 1月
  - プリンセスコネクト!Re:Diveのテレビアニメ第2期『プリンセスコネクト！Re:Dive Season 2』が放送開始[1086]。
  - 進撃の巨人のテレビアニメ第5期『進撃の巨人 The Final Season（Part2）』が放送開始[1087]。
- 4月 - 『SPY×FAMILY』（第1クール）が放送開始。
- 7月 - 『リコリス・リコイル』が放送開始。
- 10月
  - 『チェンソーマン』が放送開始。
  - 『機動戦士ガンダム 水星の魔女』（第1クール）が放送開始。
  - 『ぼっち・ざ・ろっく!』が放送開始。

### 特撮
- 1月7日 - サンダーバード生誕55周年を記念して完全新作『サンダーバード55/GoGo』が日本で劇場公開。構成は『シン・ゴジラ』などを制作した樋口真嗣が担当している[1088]。

### ゲーム
コンピュータゲーム
- 1月28日 - 『ポケットモンスター』シリーズの最新作『Pokémon LEGENDS アルセウス』（Nintendo Switch）が株式会社ポケモンから発売。
- 9月9日 - 『スプラトゥーン』シリーズの最新作『スプラトゥーン3』（Nintendo Switch）が任天堂から発売。
- 11月18日 - 『ポケットモンスター』シリーズの最新作『ポケットモンスター スカーレット・バイオレット』（Nintendo Switch）が株式会社ポケモンから発売。
- 12月17日 - ロックマンシリーズが35周年を迎える。
- 12月18日 - ファイナルファンタジーシリーズが35周年を迎える。

## スポーツ

### 総合競技大会
- 第77回国民体育大会（冬季大会スケート競技・本大会：いちご一会とちぎ国体 / 冬季大会スキー競技：美の国あきた鹿角国体2022）
  - 第22回全国障害者スポーツ大会（いちご一会とちぎ大会）

### 各競技

#### 野球
- プロ野球

- MLB日本人選手

#### バドミントン
- 2022年世界バドミントン選手権大会 - 8月22日-28日　東京体育館：史上初の日本での世界バドミントン選手権大会開催

## 誕生
誕生した事に特筆性のある人物等（世襲制の跡継ぎ、絶滅寸前の生物の誕生、等）を記載しています。それ以外については、Category:2022年生を参照してください。

## その他
この年に行われた成人式の参加該当者は、2001年度生まれになるため「参加者全員が21世紀生まれの最初の成人式」であると同時に、上記の通り4月1日より成人年齢が18歳に引き下げられたため法律上、新成人の年齢が（誕生日を迎えていない者も含め）満20歳だった最後の成人式である。